# Ravenna bizantina

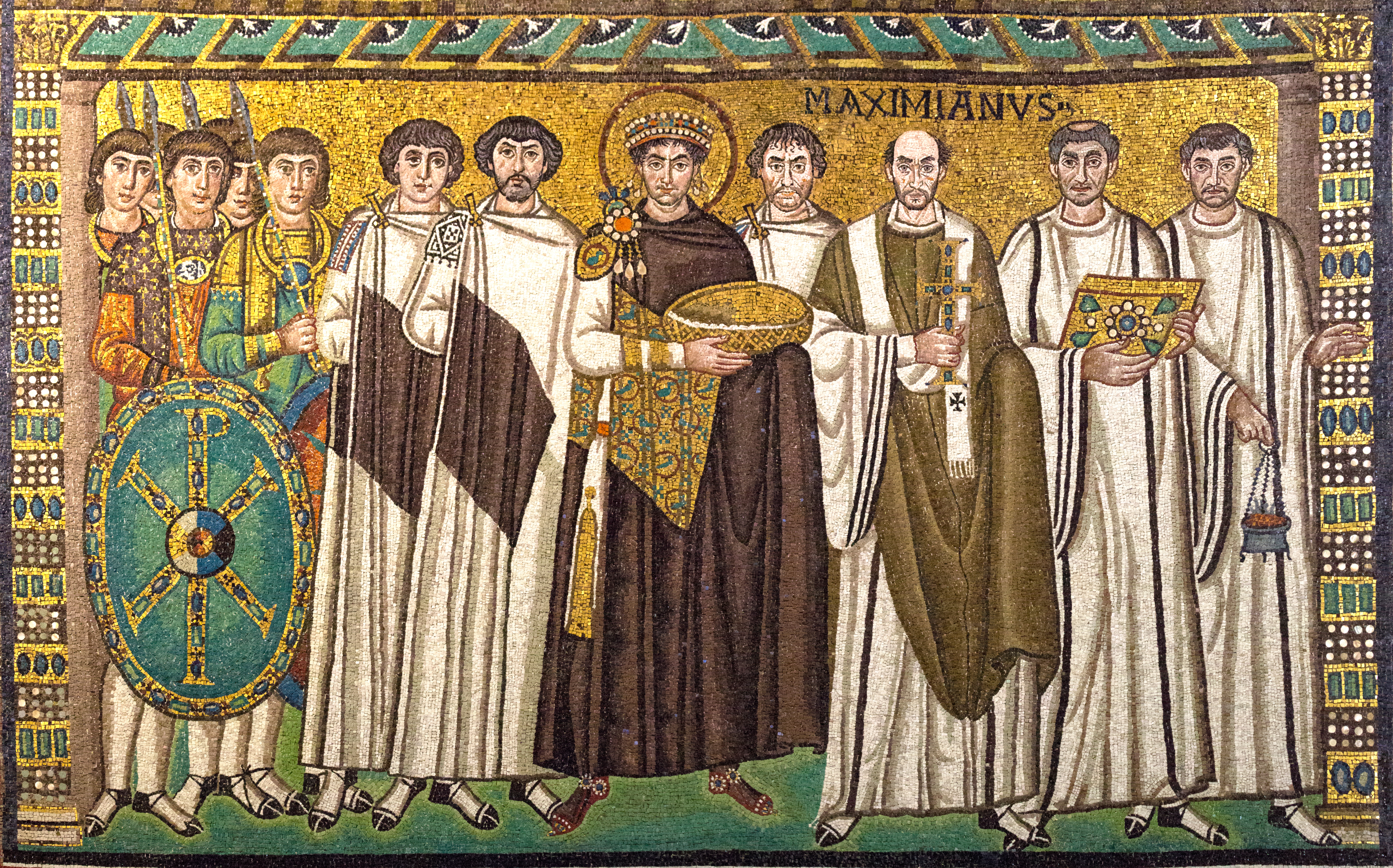
Giustiniano I, l'Imperatore d'Oriente (qui con la sua corte), dispose la riconquista dell'Italia.

Ravenna bizantina si riferisce a quella fase nella storia della città in cui Ravenna fece parte dell'impero bizantino come capitale dell'Esarcato d'Italia, territorio bizantino d'oltremare. Questa fase storica ebbe inizio nel 540, quando Ravenna fu conquistata da Belisario, e giunse al termine nel 751, quando la città fu presa da re Astolfo, rimanendo per cinque anni sotto il dominio longobardo.

## Età giustinianea: Conquista (540-568)

### Assedio di Ravenna (539-540)

Le conquiste sotto il regno di Giustiniano I (527-565).

Giustiniano I, Imperatore romano d'Oriente, intenzionato a recuperare i territori occidentali dell'Impero finiti da più di mezzo secolo in mano ai barbari, decise di ristabilire il dominio imperiale in Italia, estinto nel 476 con la deposizione dell'ultimo imperatore d'Occidente Romolo Augusto. Nel 535 aggredì, dunque, il regno degli Ostrogoti, che si estendeva su Italia, Provenza, Norico, Dalmazia e Pannonia, affidando la riconquista al generale Belisario, che venne nominato strategos autokrator (generalissimo). Belisario nel giro di un quinquennio conquistò la Sicilia e l'Italia centro-meridionale, compresa Roma. Alla fine del 539, Belisario, sottomessa l'Italia a sud del Po, poté porre assedio alla città di Ravenna, dove si era rifugiato Vitige. L'assedio si rivelò però difficile per la resistenza delle mura. Nel corso dell'assedio della città, inoltre, un'ambasceria franca si recò a Ravenna per proporre ai Goti un'alleanza in funzione anti-bizantina in cambio di alcune cessioni di territori ai Franchi; Belisario reagì inviando un'ambasceria presso Vitige avvertendoli di diffidare dai Franchi, un popolo la cui fedeltà era alquanto dubbia, come avevano dimostrato del resto i saccheggi dell'anno precedente ai danni degli stessi Goti. Vitige e i Goti ritennero più opportuno entrare in trattative con l'Imperatore piuttosto con i Franchi, i cui ambasciatori furono congedati tornando a mani vuote. Furono avviate trattative con Belisario che tuttavia continuò a bloccare l'introduzione delle provviste in Ravenna e, per mezzo di traditori, provocò anche l'incendio del magazzino pubblico di grano della città. Nel frattempo, però, arrivarono all'accampamento due senatori inviati come ambasciatori da Giustiniano che informarono Belisario che l'imperatore avrebbe concesso la pace ai Goti alle seguenti condizioni:
(Procopio, La Guerra Gotica, II, 29.)
Ma Belisario, intenzionato a sottomettere tutta l'Italia, annientando totalmente il regno ostrogoto, e a condurre prigioniero Vitige a Costantinopoli, andò su tutte le furie e rifiutò di negoziare a quelle condizioni.
Nel frattempo i Goti, oppressi dalla fame e scontenti del loro re Vitige, offrirono a Belisario di diventare Imperatore romano d'Occidente in cambio della sottomissione; Belisario finse di accettare l'offerta, non perché volesse usurpare il trono a danni di Giustiniano, ma per ottenere con l'astuzia la resa di Ravenna. I messi goti accettarono quindi la resa a condizione che Belisario non avrebbe per niente molestato i Goti e sarebbe diventato signore degli Italici e dei Goti. Dopo aver ottenuto il giuramento da Belisario, gli oratori lo esortarono ad entrare a Ravenna. L'esercito di Belisario entrò quindi a Ravenna, e all'entrata le mogli dei Goti sputarono in faccia ai mariti, tacciandoli di vigliaccheria. Belisario fece prigioniero Vitige, trattandolo tuttavia bene, e depredò il tesoro dei Goti, pur guardandosi bene dallo spogliare barbaro alcuno, e stando attento a far sì che l'intero esercito imitasse l'esempio suo. Dopo la caduta di Ravenna, molte guarnigioni gote spedirono ambasciatori a Belisario annunciando la loro resa; Belisario marciò allora per occupare Treviso e altre fortezze nella Venezia, ottenendo anche la resa di Cesena, l'unica città della Flaminia ancora in mani nemiche. Successivamente però alcuni generali sembra abbiano calunniato Belisario, accusandolo di volere usurpare la porpora, e Giustiniano, anche perché aveva bisogno di Belisario in Oriente contro i Persiani, lo richiamò a Costantinopoli. Belisario obbedì, contrariando i Goti, fino a quel momento convinti che il generale sarebbe diventato il loro sovrano, che si sentirono ingannati. I Goti ancora in armi nell'Italia transpadana allora elessero re Ildibado, continuando la resistenza armata contro i Bizantini. Belisario, ritornato a Costantinopoli, fu accolto freddamente da Giustiniano, che non volle conferirgli l'onore del trionfo.
Una delle prime opere pubbliche della Ravenna bizantina fu la costruzione di basiliche monumentali. Iniziata nel 532, l'edificazione della Basilica di San Vitale riprese e fu portata a compimento nel 547. Nel 549 terminarono i lavori di costruzione della Basilica di Sant'Apollinare in Classe.

### Prosecuzione della guerra sotto Totila e Narsete (540-553)

Movimenti di truppe durante la Guerra gotica.

Diventata bizantina, Ravenna divenne la sede del nuovo Prefetto del pretorio d'Italia Atanasio. È per la prima volta attestato in Italia all'inizio del 540, durante l'assedio di Ravenna, quando fu allontanato, insieme ad altri funzionari, da Belisario con un pretesto; in qualità di prefetto del pretorio, aveva anche l'incarico di rifornire gli eserciti. Poco tempo dopo la partenza di Belisario giunse a Ravenna anche un rapace esattore fiscale inviato da Giustiniano per aumentare la pressione fiscale nella penisola: Alessandro, detto Forficula ("forbicella") per la sua abilità nel rifilare i bordi delle monete d'oro. Giunto a Ravenna, si attirò le antipatie dei romani e dei soldati imperiali stessi con un avido fiscalismo e la riduzione del soldo.
I generali che sostituirono Belisario non diedero prova di elevate capacità. Neanche i prefetti del pretorio dimostrarono di essere all'altezza: dopo Atanasio fu inviato in Italia Massimino, che nulla fece contro la ripresa dei Goti, guidati dal nuovo re Totila. Giustiniano non poté che inviare di nuovo a Ravenna Belisario, cui affidò pieni poteri. Belisario rimase poco tempo a Ravenna: l'ex capitale dell'Impero d'Occidente si trovava troppo lontano dal teatro della guerra, che era il Sud della penisola. Dopo aver richiesto, nell'estate del 545, un robusto aumento di uomini e mezzi all'imperatore, verso la fine dello stesso anno Belisario lasciò definitivamente Ravenna:
(Procopio, De Bello Gothico.)
Nel frattempo (dicembre 546) Roma cadde nelle mani di Totila, e, anche se Belisario riuscì a riconquistarla poco tempo dopo, non ottenne successi di rilievo e fu quindi richiamato, per sua stessa richiesta, verso la fine del 548.
Nel 552 fece tappa a Ravenna l'esercito di Narsete, che aveva appena ottenuto il comando delle operazioni in Italia. Il generale, alla guida di un esercito di 30 000 uomini, giunse da Costantinopoli via terra, non avendo avuto abbastanza navi a disposizione per attraversare l'Adriatico. Giunse a Ravenna il 9 giugno, e qui sostò per nove giorni, prima di riprendere la marcia verso Sud. La campagna di Narsete fu vittoriosa: sconfisse re Totila (che morì per le ferite riportate in battaglia) nella battaglia di Tagina, costrinse alla resa i Goti che ancora occupavano Roma e sconfisse il successore di Totila, Teia, e quanto rimaneva dell'esercito goto in Italia nella battaglia dei Monti Lattari (ottobre 552).
Narsete ritornò a Ravenna solo nella primavera del 554, dopo un'ulteriore campagna militare, questa volta contro una coalizione di Franchi e Alamanni che aveva invaso l'Italia Settentrionale con il pretesto di accorrere in soccorso delle ultime sacche di resistenza ostrogote. Fissò la sua residenza a Classe. La sua permanenza in città, però, non durò molto, dato che nello stesso anno i Franco-alamanni avevano invaso il meridione della penisola. La battaglia risolutiva si svolse presso il Volturno, in Campania: Narsete riportò la completa vittoria, ponendo fine alle operazioni militari della Guerra gotica.

### Governo di Narsete (554-568)

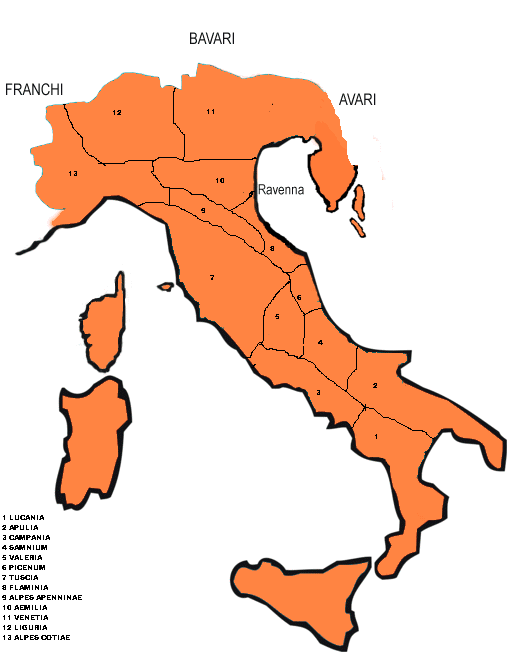
L'Italia giustinianea, eretta nel 584 ca. a esarcato, suddivisa nelle sue varie province.

Narsete rimase ancora in Italia con poteri straordinari e riorganizzò anche l'apparato difensivo, amministrativo e fiscale. A difesa della penisola furono stanziati quattro comandi militari, uno a Forum Iulii, uno a Trento, uno presso i laghi maggiore e di Como ed infine uno presso le Alpi Graie e Cozie. L'Italia fu organizzata in Prefettura e suddivisa in due diocesi, a loro volta suddivise in province. Ravenna, sede del prefetto del pretorio d'Italia, continuò a far parte della provincia di Flaminia, retta da un governatore civile eletto dai notabili e vescovi locali, stando almeno alla Prammatica Sanzione; tuttavia sull'effettiva applicazione di tale principio sono emersi dubbi, dato che da tempo i governatori provinciali erano controllati dall'autorità centrale.
Dal 552 fino ad almeno al 554 fu prefetto del pretorio d'Italia a Ravenna Antioco, che, stando ad Agnello Ravennate (autore del Liber Pontificalis Ecclesiae Ravennatis), restaurò, durante il suo mandato, la città di Forum Cornelii, probabilmente verso la fine del 552. Antioco ricevette durante il suo mandato, nel 554, un l'importante documento legislativo emanato da Giustiniano: la «Prammatica sanzione sulle richieste di papa Vigilio» (Pragmatica sanctio pro petitione Vigilii). Con essa Giustiniano, ritenendo l'Italia ormai pacificata (pur con sacche di resistenza al Nord, soprattutto nelle Venezie), estese la legislazione dell'Impero all'intera penisola. Oltre che ad Antioco, il documento fu indirizzato anche al generalissimo Narsete.
La guerra aveva inflitto all'Italia danni ingenti. I Goti avevano distrutto numerose città. Ravenna aveva avuto una sorte migliore. A differenza di altre zone della penisola, talmente devastate da essere irrecuperabili, era stata risparmiata quasi del tutto dalla guerra. Il suo vescovo ricevette da Giustiniano la promozione ad arcivescovo, e Ravenna divenne la sede del governo bizantino nella penisola; la sua curia, che si occupava della riscossione delle tasse, sopravvisse fino al VII secolo, e vi sono evidenze di restauri: l'arcivescovo fece costruire dei bagni pubblici nel VI secolo e l'acquedotto fu restaurato nel VII secolo. I contatti commerciali con Costantinopoli, resi di nuovo stabili, giovarono inoltre alla città. Inoltre, gran parte dei beni confiscati alla Chiesa ariana furono trasferiti alla arcidiocesi ravennate.
Dopo il governo di Antioco, che ebbe termine in data tuttora ignota, l'immediato successore fu "Fl. Mariano Michelio Gabrielio Pietro Giovanni Narsete Aureliano Limenio Stefano Aureliano", di cui però nulla si sa.

### Monumenti del periodo giustinianeo
- Localizzazione di Ravenna e Classe nel VI secolo (JPG), su img835.imageshack.us.

Ravenna era divisa in 30 regiones. Lungo i corsi d'acqua principali si affacciavano, oltre alle chiese e agli edifici pubblici, vari opifici, botteghe, scholae e mulini. L'idrografia urbana era assai complessa; la sua incessante evoluzione influenzò notevolmente gli interventi urbanistici dei Bizantini. Dopo l'interrimento della Fossa Augusta deciso da Onorio nel 402, in epoca bizantina le acque cittadine furono convogliate lungo un fiume che scorreva poche centinaia di metri più ad ovest: il Padenna (sul suo tracciato vi è oggi via Mazzini). Le strade romane basolate che costeggiavano il Padenna (sui due lati) furono rilastricate.
Tra il 540 e il 600, Ravenna e il suo porto, Classe, furono abbellite di diverse chiese, molte delle quali finanziate dal banchiere ravennate Giuliano Argentario; anche gli arcivescovi di Ravenna finanziarono le costruzioni di chiese, grazie alle donazioni di ricchi esponenti locali, a partire dal vescovo Ecclesio dopo il suo ritorno da Costantinopoli nel 525. In ogni modo, anche se i vescovi locali, Ecclesio prima e Ursicino poi, finanziarono la costruzione di importanti chiese, la maggior parte delle costruzioni furono completate solo dopo la conquista bizantina del 540. Al museo arcivescovile di Ravenna è conservata la cattedra vescovile di Massimiano, probabilmente realizzata a Costantinopoli per il primo arcivescovo di Ravenna Massimiano (546-554). Massimiano ebbe stretti legami con la corte imperiale di Costantinopoli, come testimoniato dalla sua presenza accanto all'imperatore nel mosaico di San Vitale; è plausibile che la cattedra fosse stata donata da Giustiniano stesso intorno al 546.
I nuovi ed importanti edifici religiosi testimoniano lo stretto legame fra Ravenna e il mondo costantinopolitano che caratterizza l'arte ravennate. In una zona nuova, oltre il fiumicello Padenna, furono edificati: la Basilica di San Vitale, la Basilica di Sant'Agata Maggiore, le chiese di Santa Maria Maggiore, San Zaccaria, Santo Stefano Maggiore e S. Giovanni Battista. Ad esse si aggiunse quella di S. Apollinare in Veclo.
Basilica di San Vitale

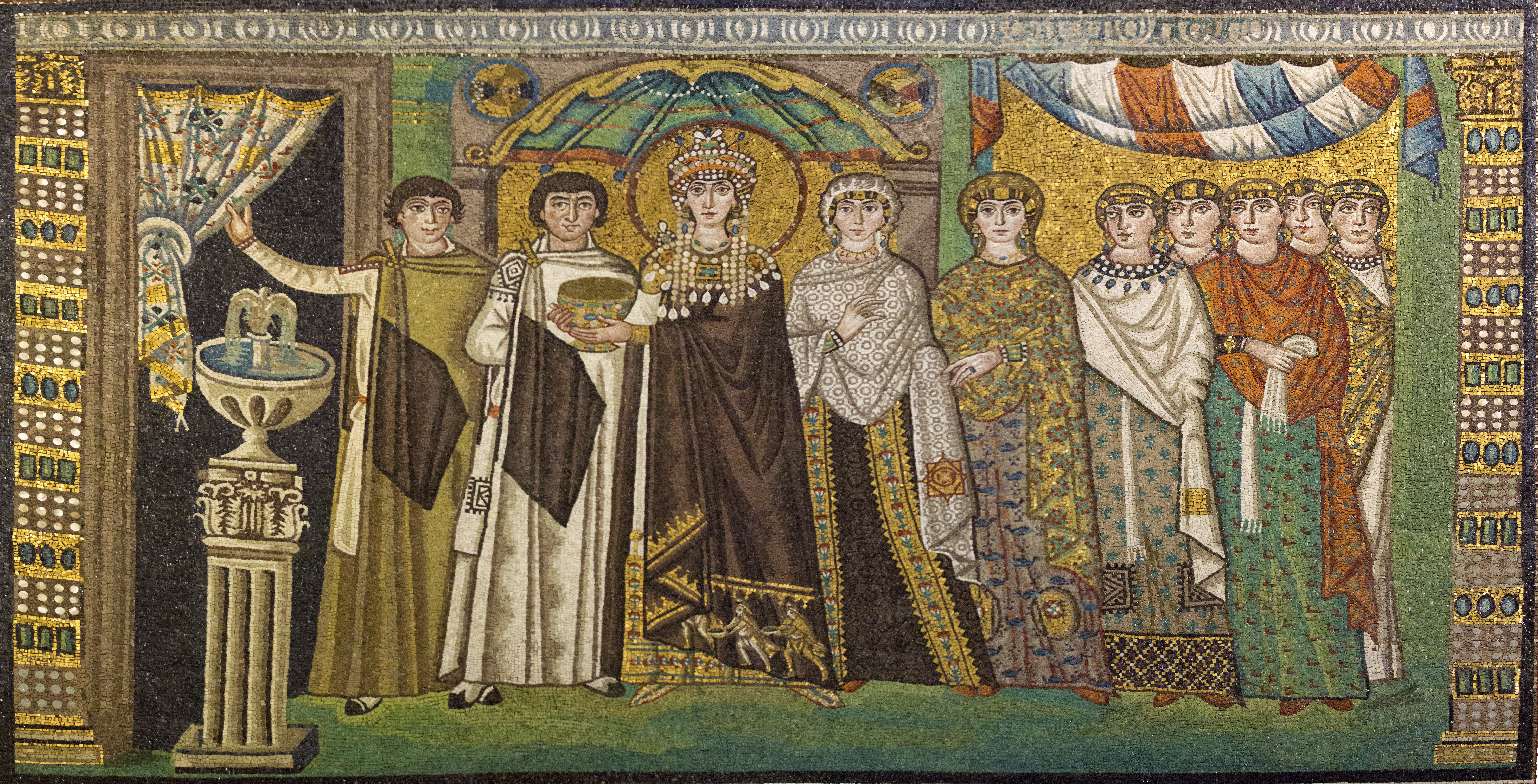
Teodora e le sue dame

La Basilica di San Vitale fu iniziata grazie ai finanziamenti di Giuliano Argentario, ricco banchiere ravennate, su ordine del vescovo Ecclesio nel 525, vivente ancora Teoderico, e consacrata nel 547 dall'arcivescovo Massimiano, quando Ravenna era ormai da sette anni sotto il dominio bizantino. Questo edificio, summa dell'architettura ravennate, elabora e trasforma precedenti occidentali e orientali portando alle estreme conclusioni il discorso artistico iniziato poco dopo l'editto di Costantino del 313. Fu completato grazie anche alla cospicua donazione del banchiere Giuliano l'Argentario che offrì 26 000 denari e che oggi è raffigurato nei mosaici dell'abside nel corteo di dignitari di Giustiniano, tra l'Imperatore e il vescovo.
Celeberrimi sono i mosaici collocati entro due pannelli sotto le lunette dell'ordine inferiore in posizione speculare, con il corteo dell'Imperatore Giustiniano e della moglie Teodora in tutto lo sfarzo che richiedeva il loro status politico e religioso. Le figure sono ritratte frontalmente, secondo una rigida gerarchia di corte, con al centro gli augusti, circondati da dignitari e da guardie. Accanto a Giustiniano è presente il vescovo Massimiano, l'unico segnato da iscrizione, per cui può darsi che fosse anche il sovrintendente dei lavori, dopo essere stato nominato primo arcivescovo di Ravenna.
Le figure accentuano una bidimensionalità che caratterizza la pittura tutta di linee e luce dell'età giustinianea, che accelera il percorso verso una stilizzazione astrattizzante che non contraddice lo sforzo verso il realismo che si nota nei volti delle figure, nonostante l'idealizzato ruolo semidivino sottolineato dalle aureole. Non esiste prospettiva spaziale, tanto che i vari personaggi sono su un unico piano, hanno gli orli delle vesti piatti e sembrano pestarsi i piedi l'un l'altro. La decorazione di San Vitale mostra tutta la sintesi tipica del periodo giustinianeo nella volontà di asseverare il fondamento apostolico della chiesa ravennate, il potere teocratico dell'Impero e la linea dell'ortodossia contro le eresie, specialmente quella nestoriana, attraverso la riaffermazione trinitaria e la prefigurazione della Salvezza nella Scrittura.

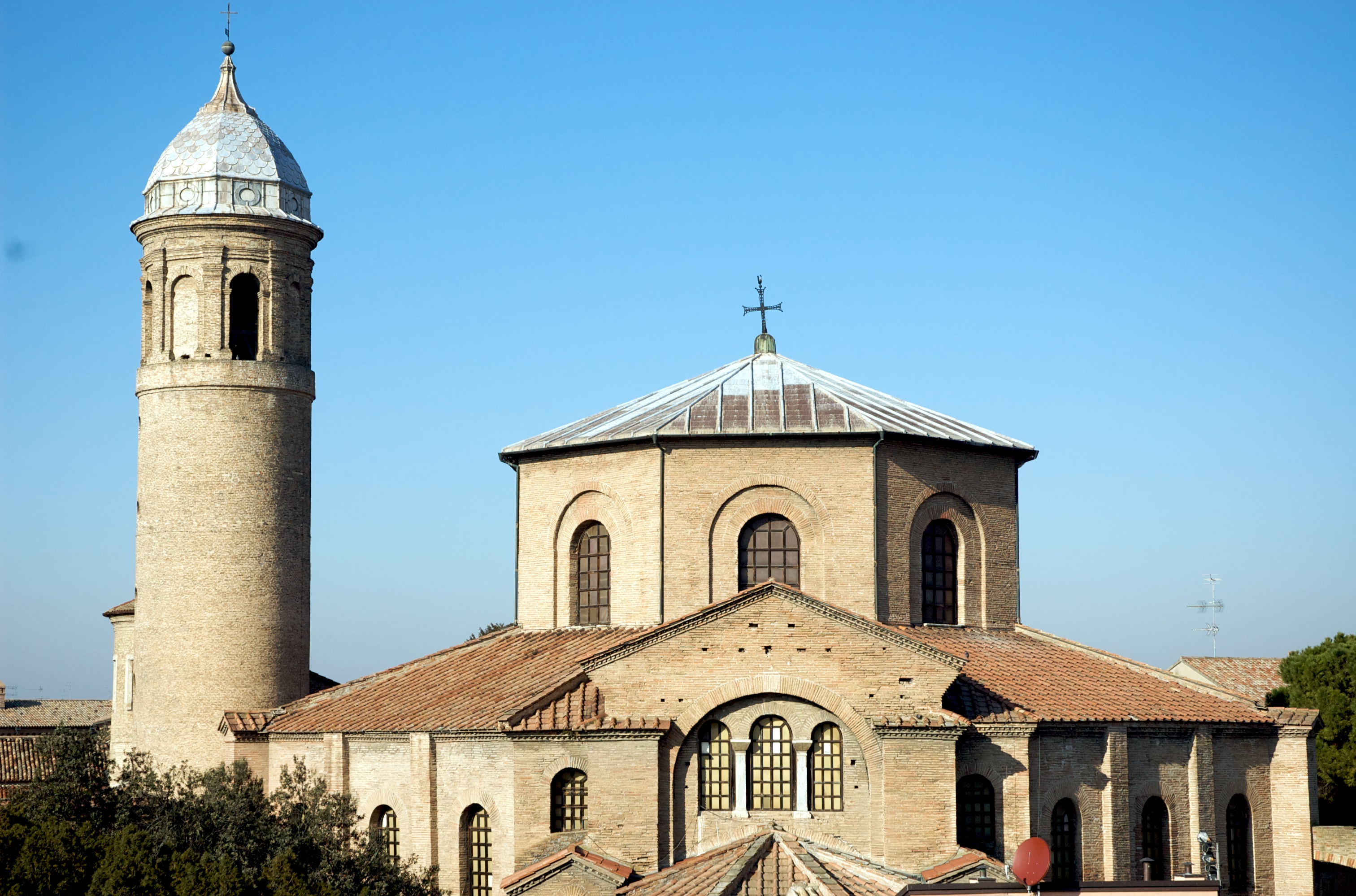
Esterno di San Vitale.
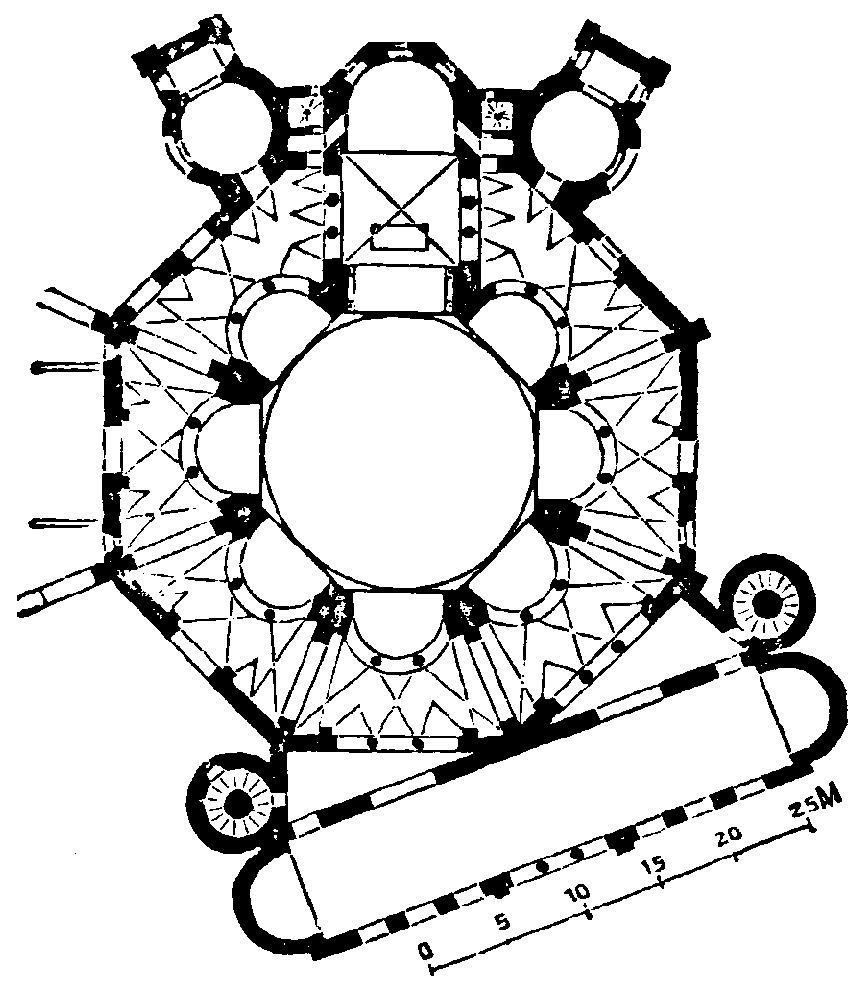
Pianta della chiesa bizantina di San Vitale a Ravenna (sec. VI).
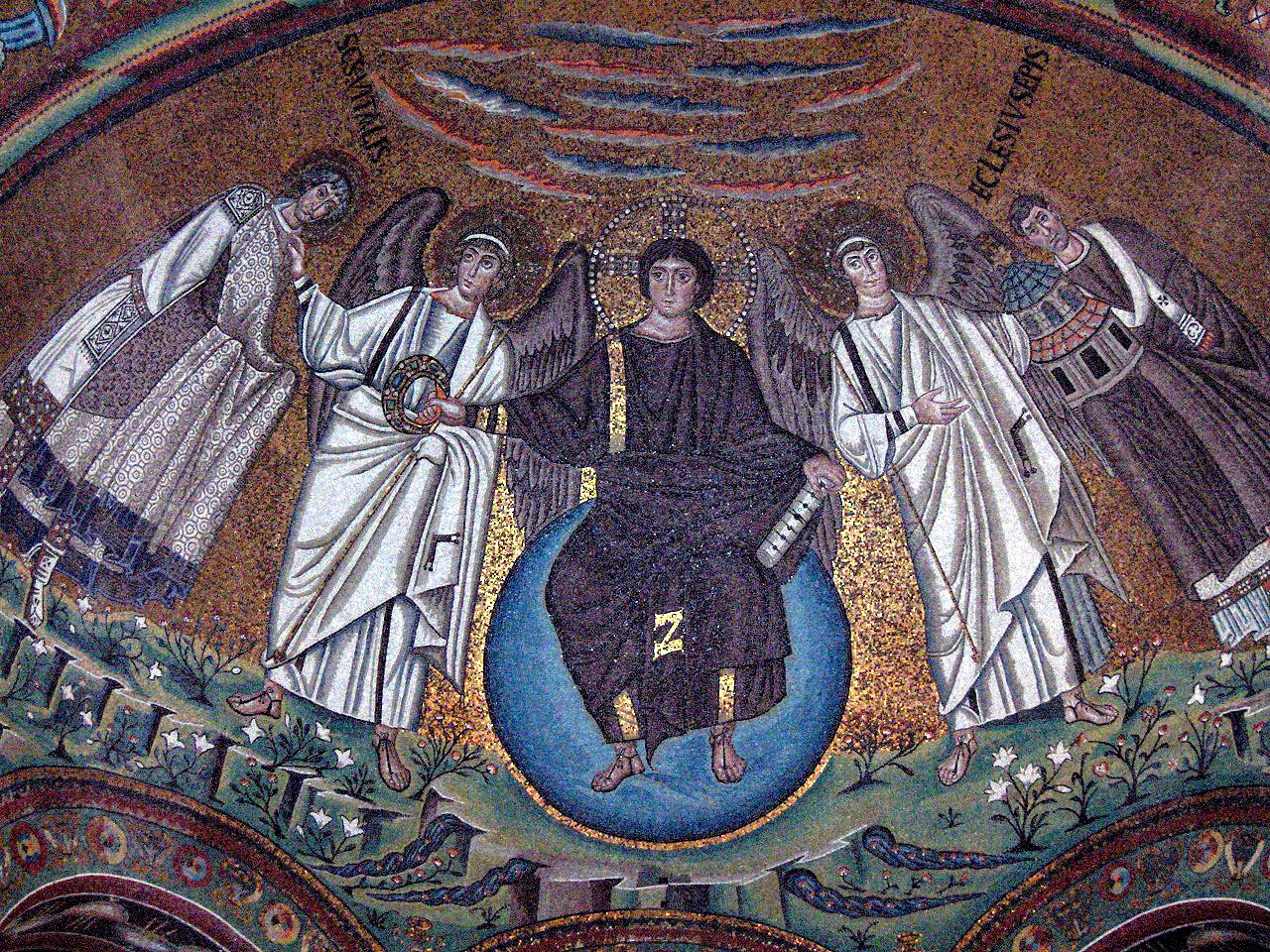
Abside della basilica di San Vitale a Ravenna, decorata con mosaici bizantini (compiuti entro il 547). Cristo offre la corona di martire a San Vitale, mentre un angelo offre un modello di chiesa al vescovo Ecclesio.
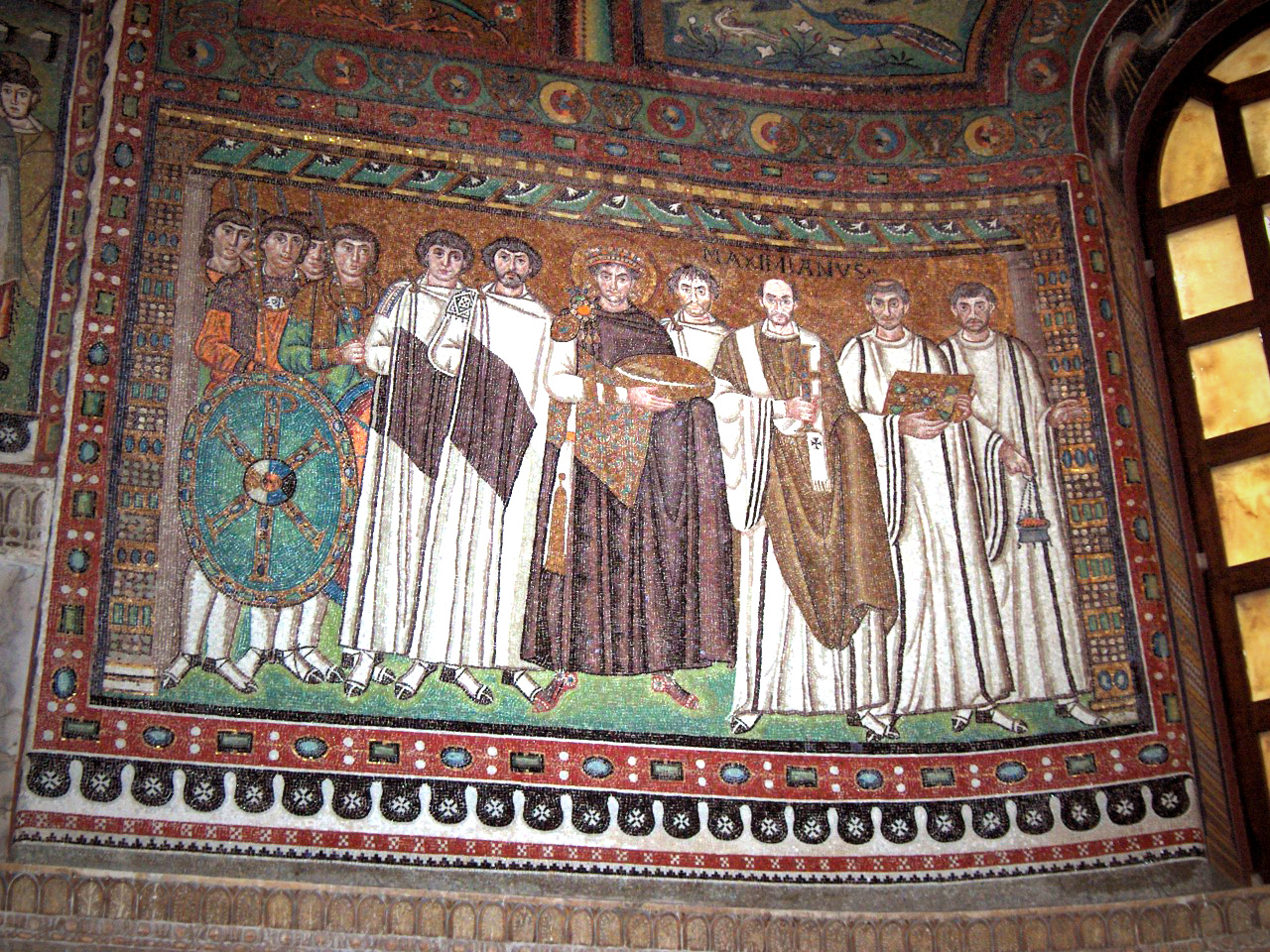
Basilica di San Vitale a Ravenna, L'imperatore Giustiniano I e il suo seguito. Dettaglio della decorazione a mosaico bizantina, compiuta entro il 547.

Poco lontano fu edificata la chiesa di San Michele in Africisco, sorta nel punto in cui si incrociano i due fiumi cittadini (Padenna e Lamone).
Chiesa di San Michele in Africisco
Anche la Chiesa di San Michele in Africisco, oggi sconsacrata, fu finanziata dal ricco banchiere Giuliano Argentario e, in questo caso, da un suo parente, chiamato Bacauda, come voto all'arcangelo Michele. Fu dedicata il 7 maggio 545 dal vescovo Vittore e consacrata dall'arcivescovo Massimiano nel 547. Etimologicamente, il termine "Africisco" parrebbe in relazione con la Frigia, regione dell'Asia Minore; localmente indicava il quartiere nel quale sorgeva la chiesa. L'edificio era decorato al suo interno da mosaici parietali e pavimentali, tra cui spiccava quello posto nel catino absidale, dove campeggiano le tre figure solenni degli arcangeli Michele e Gabriele con al centro un Cristo imberbe che regge una lunga croce e un codex aperto. Nell'arco trionfale l'iconografia si ripete, con un Cristo seduto in trono, affiancato dagli arcangeli e dai sette angeli dell'Apocalisse. Ai lati si trovavano S. Cosma e S. Damiano, mentre l'intradosso dell'arco è decorato con motivi vegetali e colombe. Al centro è raffigurato l'Agnello entro un medaglione.

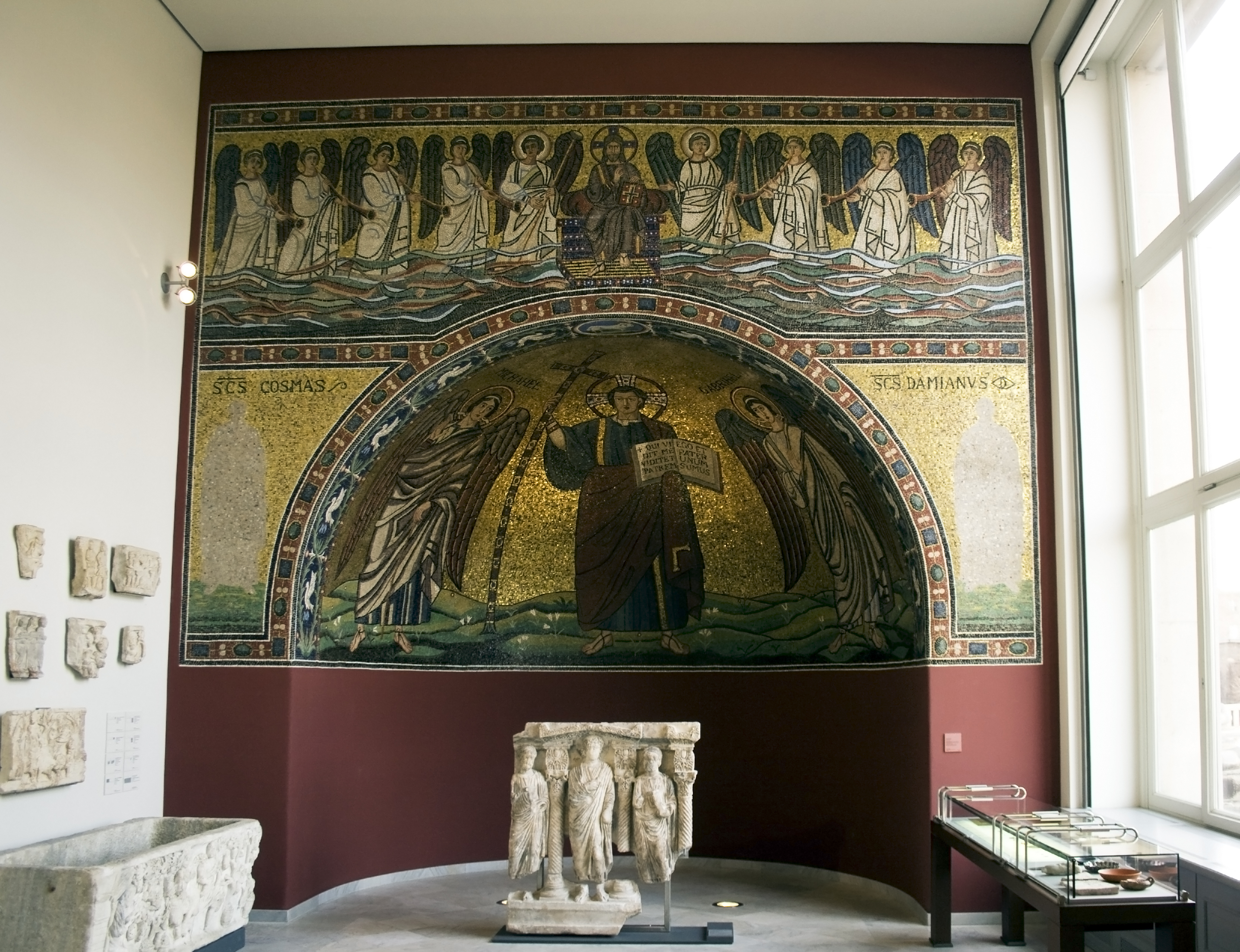
Il mosaico dell'abside della Chiesa di San Michele in Africisco al Bode Museum di Berlino.
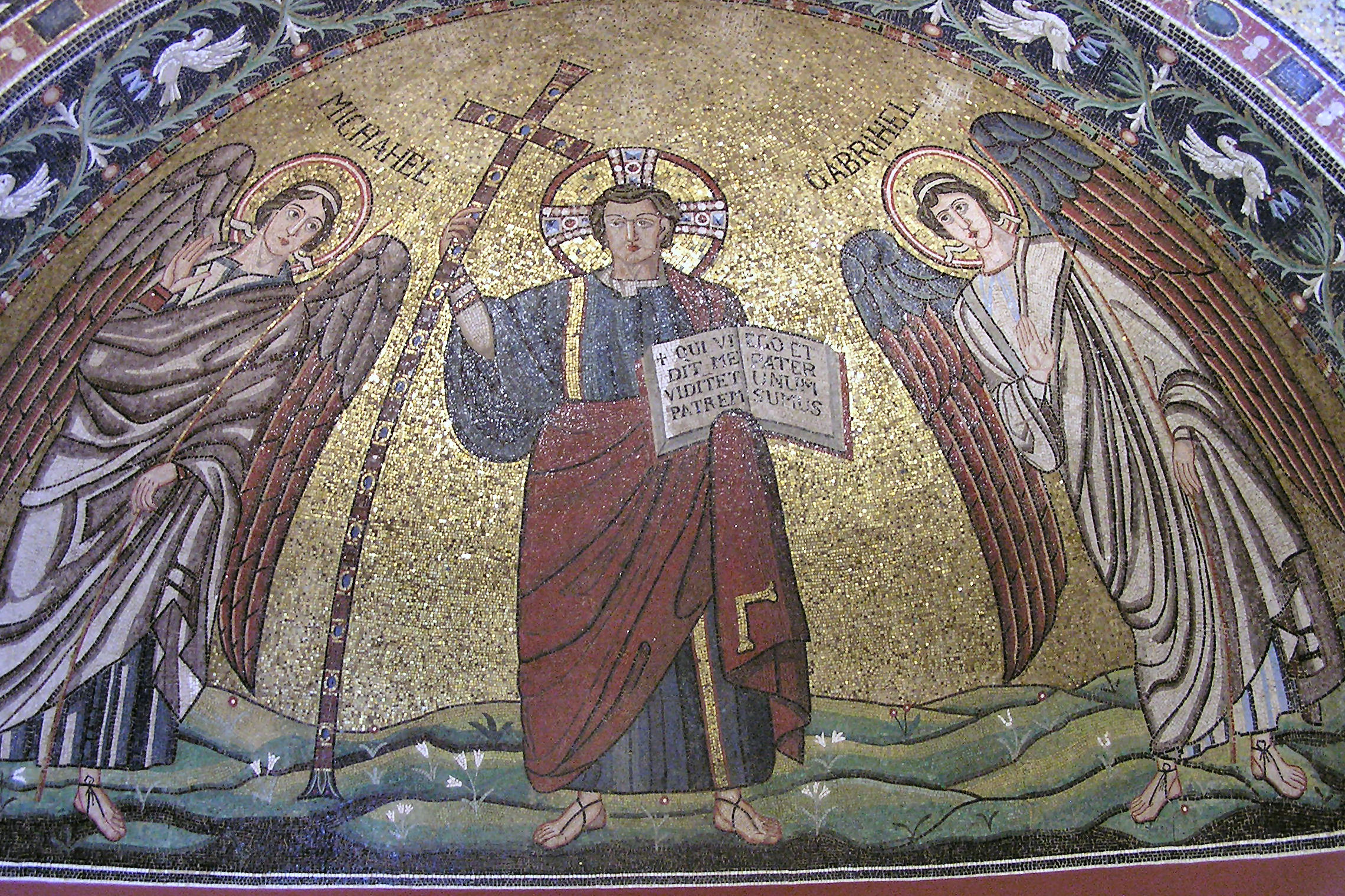
Dettaglio.

Lungo la Platea Maior, la via più importante della città, fu edificata la basilica detta oggi «di Sant'Apollinare Nuovo».
Basilica di Sant'Apollinare Nuovo
La basilica di Sant'Apollinare Nuovo, fatta erigere dal re goto Teoderico nel 505 come chiesa di culto ariano con il nome di Domini Nostri Jesu Christi e chiesa palatina del re ostrogoto, subì delle modifiche in seguito alla conquista della città da parte dell'Impero bizantino (540). Per ordine di imperatore Giustiniano tutti i beni immobili già posseduti dagli ariani passarono in proprietà della Chiesa cattolica e tutti gli edifici legati ai goti e all'arianesimo furono riconsacrati al culto cattolico. La basilica ex teodoriciana venne riconsacrata a San Martino di Tours, difensore della fede cattolica e avversario di ogni eresia. Sant'Apollinare Nuovo porta i segni tangibili di quest'operazione: la fascia sopra gli archi che dividono le navate era corredata da un ciclo di mosaici con temi legati alla religione ariana. Su iniziativa del vescovo Agnello, il ciclo fu cancellato e la fascia ridecorata ex novo. Furono risparmiati solo gli ordini più alti (con le "Storie di Cristo" e con i santi e profeti), mentre nella fascia più bassa, quella più grande e più vicina all'osservatore, si procedette a una vera e propria ridecorazione, che salvò solo le ultime scene con le vedute del Porto di Classe e del Palatium di Teodorico, sebbene epurate per una damnatio memoriae di tutti i ritratti, che probabilmente appartenevano a Teodorico stesso e ai suoi dignitari.

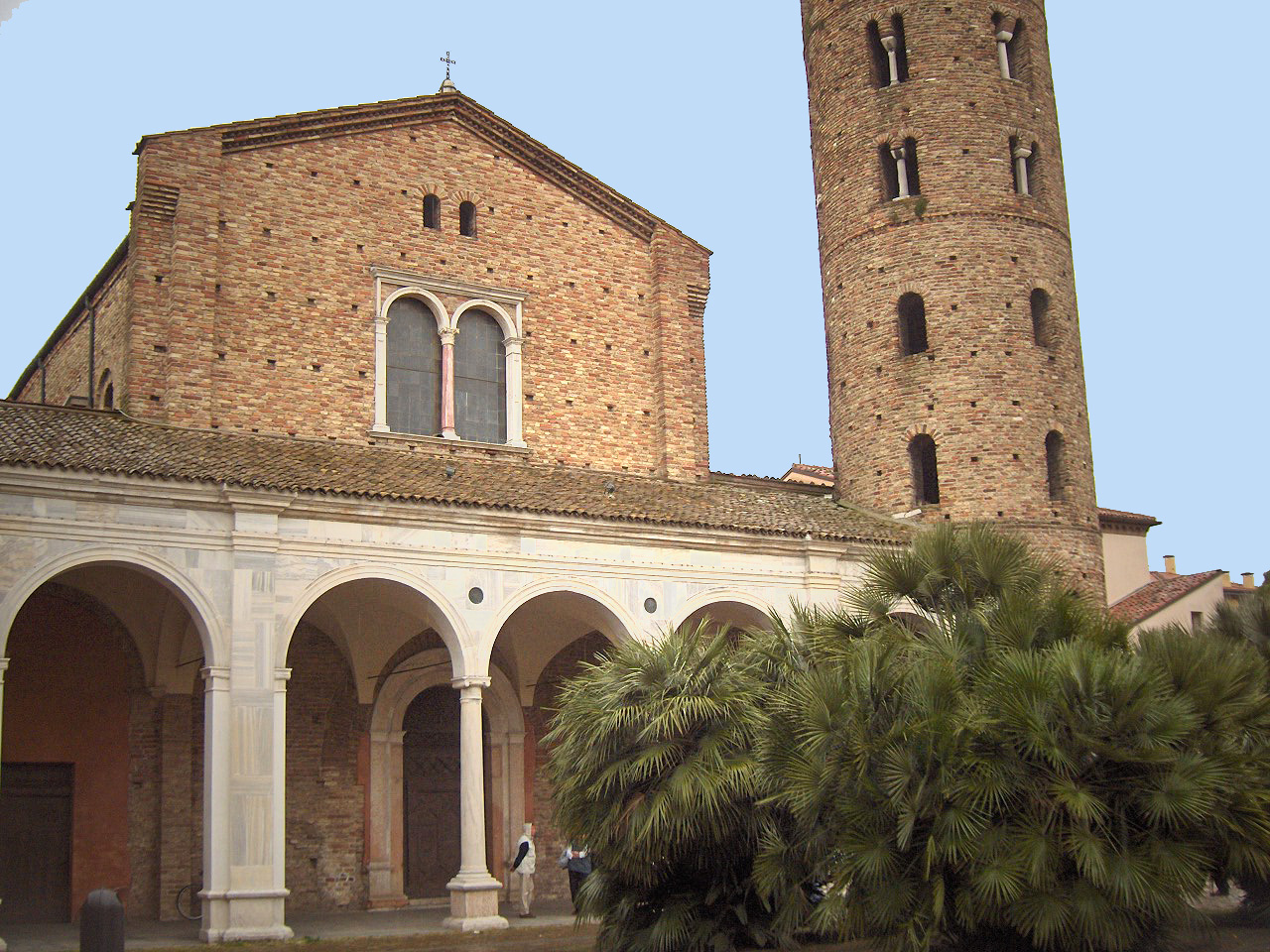
Facciata della basilica di Sant'Apollinare Nuovo a Ravenna.
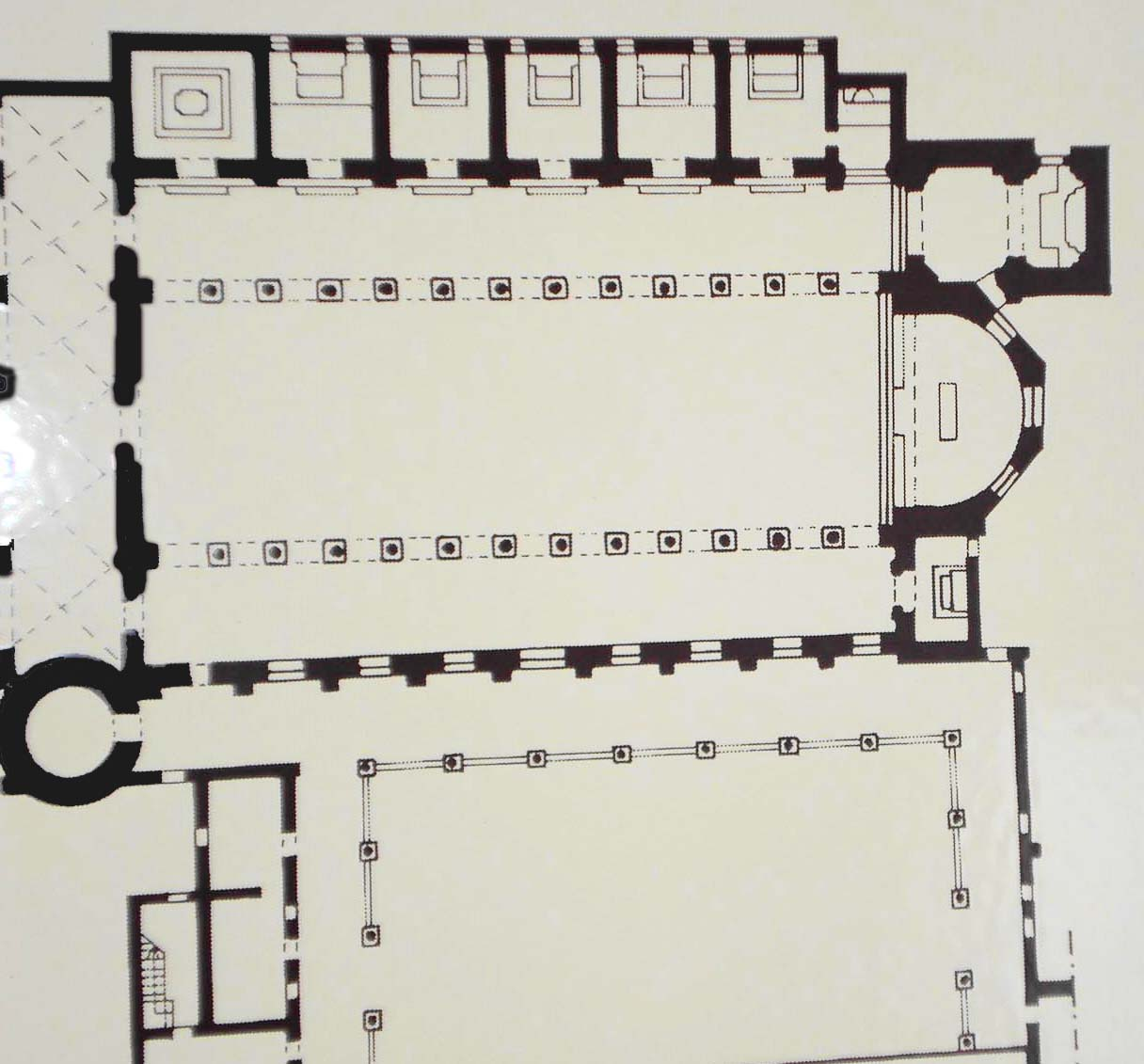
Pianta della basilica di Sant'Apollinare Nuovo.
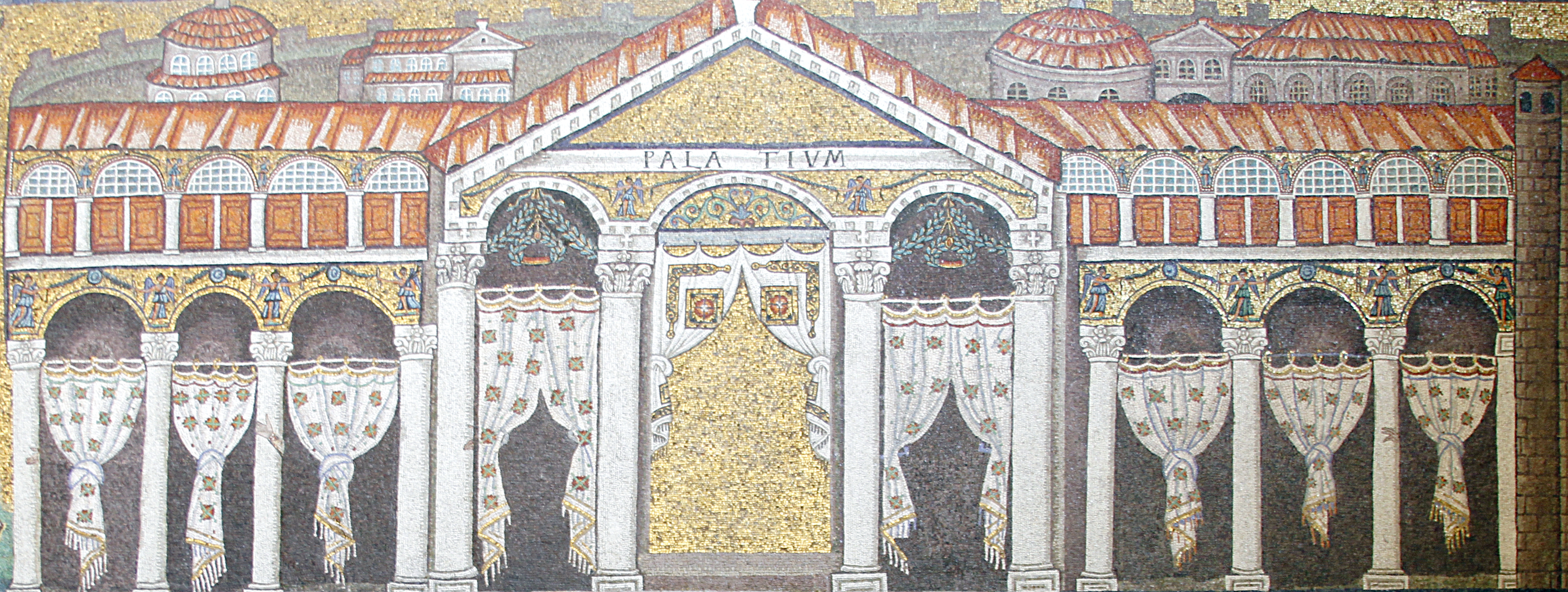
Basilica di Sant'Apollinare Nuovo a Ravenna: "Il palazzo di Teodorico", mosaico completato entro il 526 d.C. dal cosiddetto "maestro di Sant'Apollinare".
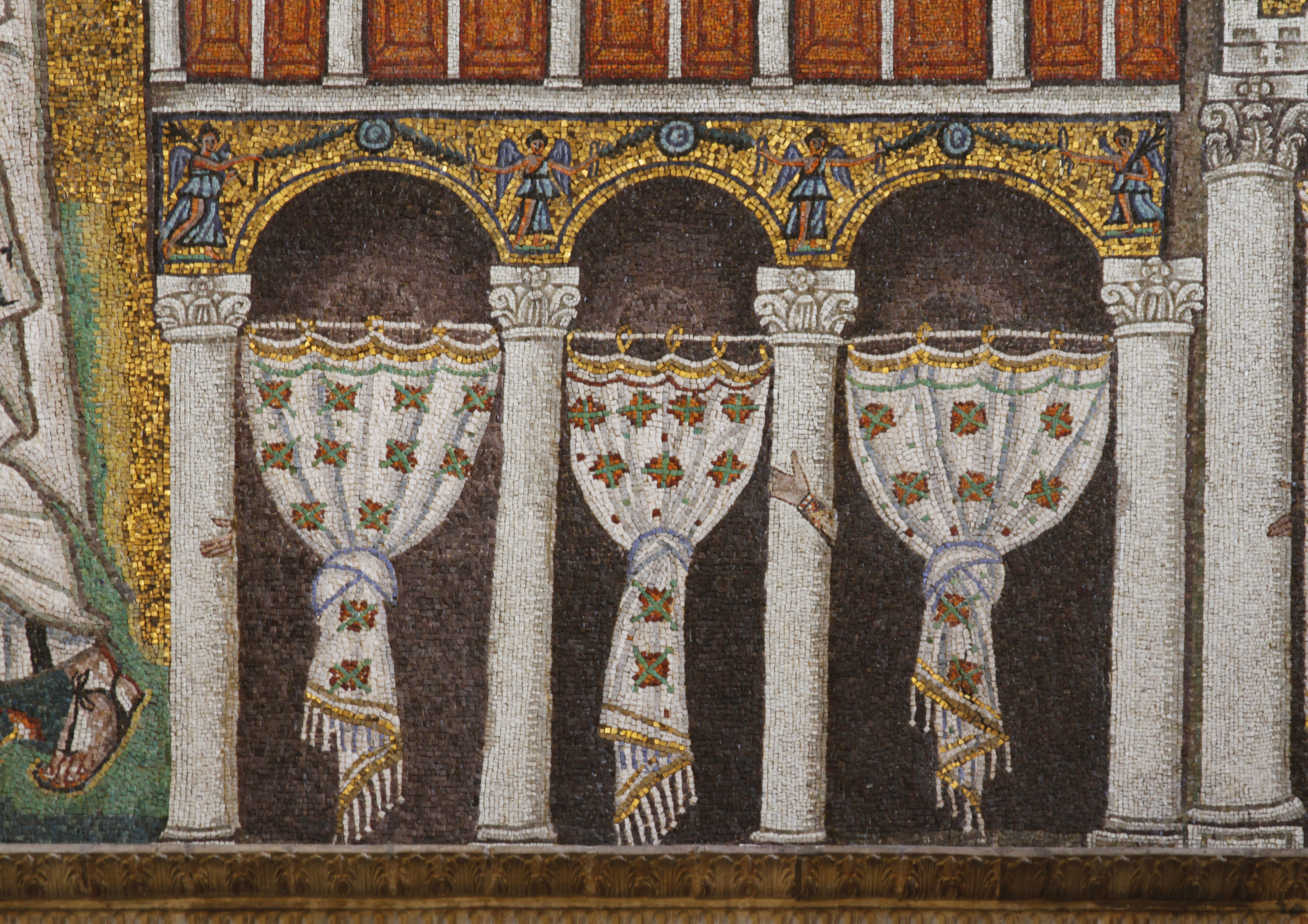
Particolare de "Il palazzo di Teodorico"
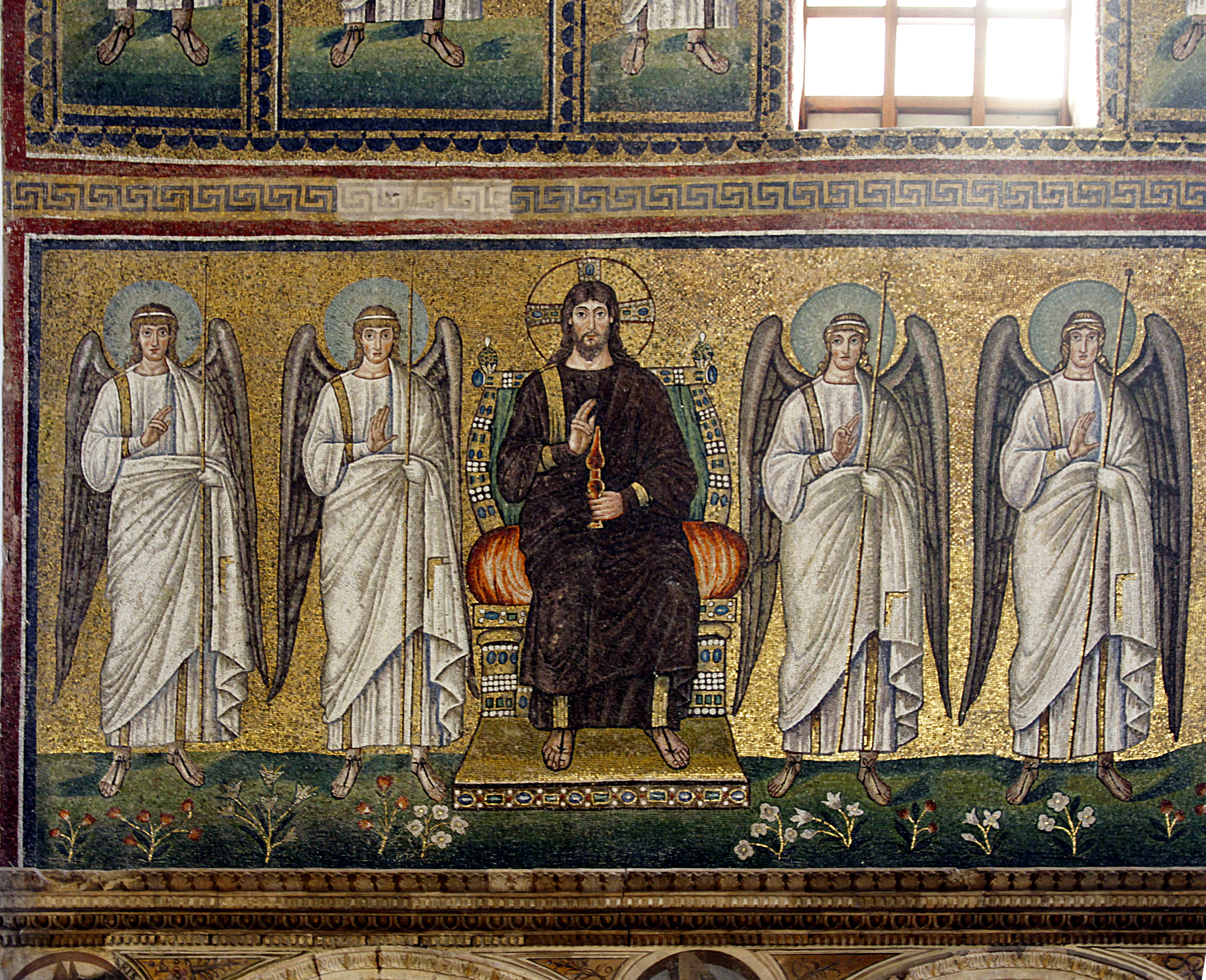
"Cristo attorniato da angeli e santi". Mosaico di scuola ravennate italo-bizantina, completato entro il 526 d.C. dal cosiddetto "maestro di Sant'Apollinare".
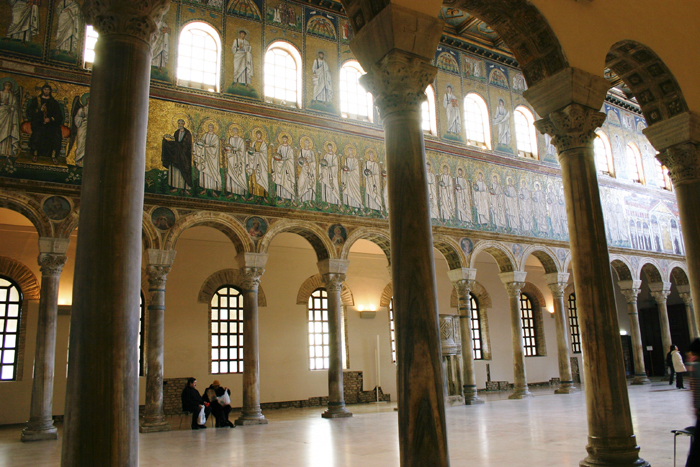
Navata della basilica bizantina di Sant'Apollinare Nuovo a Ravenna, con il mosaico della Processione dei santi martiri.
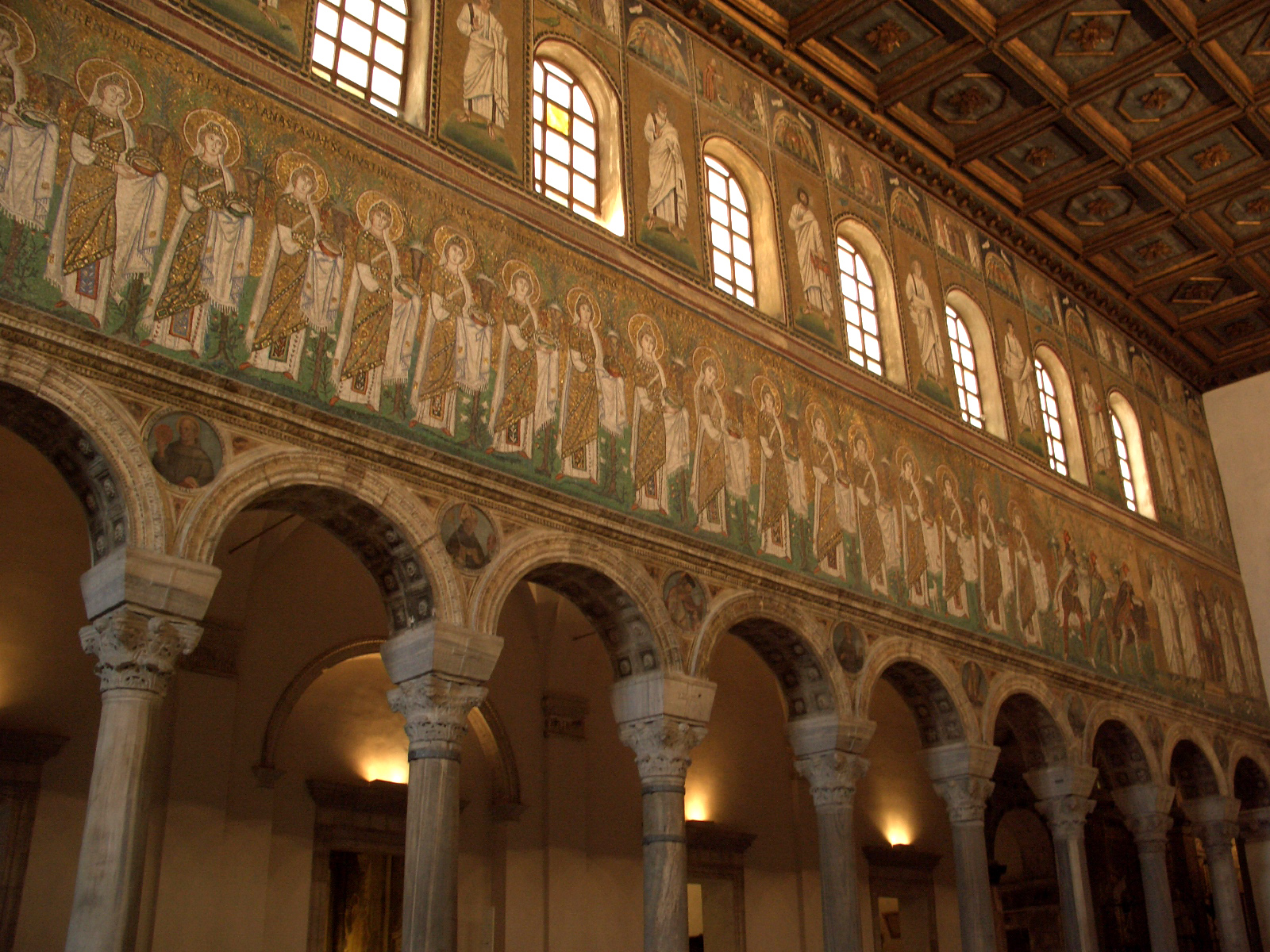
Navata della basilica bizantina di Sant'Apollinare Nuovo a Ravenna, con il mosaico della Processione delle Sante vergini e martiri.

Una basilica dedicata a Sant'Apollinare fu costruita a Classe nel luogo in cui, all'interno di una necropoli, si trovava la sepoltura del santo.
Basilica di Sant'Apollinare in Classe
La basilica di Sant'Apollinare in Classe, costruita nella prima metà del VI secolo e finanziata da Giuliano Argentario per il vescovo Ursicino, fu consacrata nel 547 dal primo arcivescovo Massimiano; fu dedicata a sant'Apollinare, il primo vescovo di Ravenna. La basilica è a tre navate, con corpo mediano rialzato e abside poligonale affiancata da due cappelle absidate. Tutta la decorazione del catino absidale risale circa alla metà del VI secolo e si può dividere in due zone:
1. Nella parte superiore un grande disco racchiude un cielo stellato nel quale campeggia una croce gemmata, che reca all'incrocio dei bracci il volto di Cristo. Sopra la croce si vede una mano che esce dalle nuvole, la mano di Dio. Ai lati del disco, le figure di Elia e Mosè. I tre agnelli, spostati verso il basso, simboleggiano gli apostoli Pietro, Giacomo e Giovanni.
2. Nella zona più bassa si allarga una verde valle fiorita, con rocce, cespugli, piante e uccelli. Al centro si erge solenne la figura di sant'Apollinare, primo vescovo di Ravenna, con le braccia aperte in atteggiamento orante, cioè ritratto nel momento di innalzare le sue preghiere a Dio perché conceda la grazia ai fedeli affidati alla sua cura, qui rappresentati da dodici agnelli bianchi.

La scelta del tema è strettamente legata alla lotta all'arianesimo, poiché ribadisce la natura umana e divina di Gesù Cristo, quest'ultima negata dagli ariani. Inoltre la rappresentazione di Apollinare tra gli apostoli figurati era una legittimazione per Massimiano come primo arcivescovo di una diocesi direttamente collegata ai primi seguaci di Cristo, essendo Apollinare, secondo la leggenda, discepolo di San Pietro.
Negli spazi tra le finestre sono rappresentati quattro vescovi, fondatori delle principali basiliche ravennati: Ursicino, Orso, Severo ed Ecclesio, vestiti in abito sacerdotale e recanti un libro in mano.

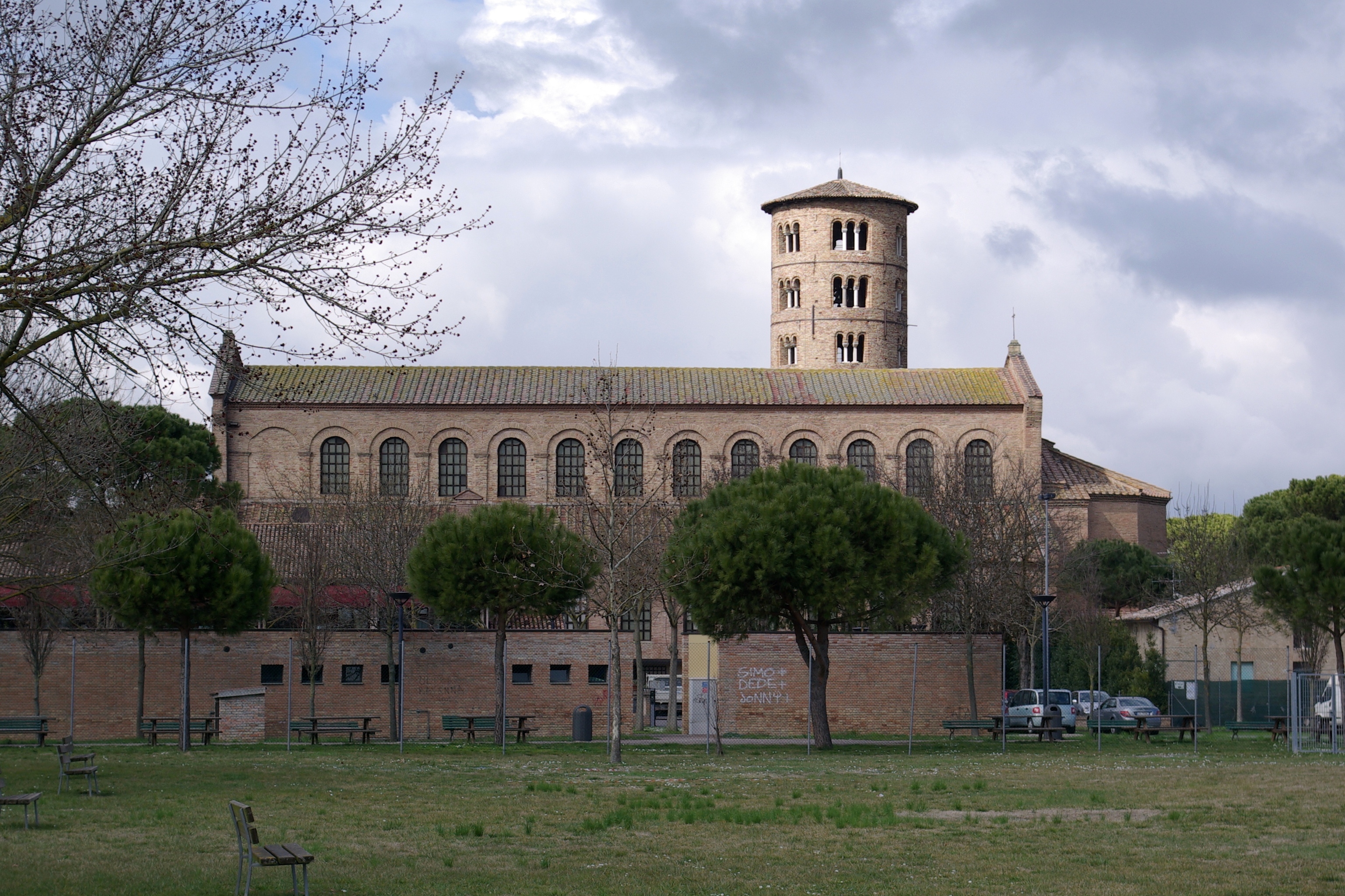
Ravenna, basilica di Sant'Apollinare in Classe.
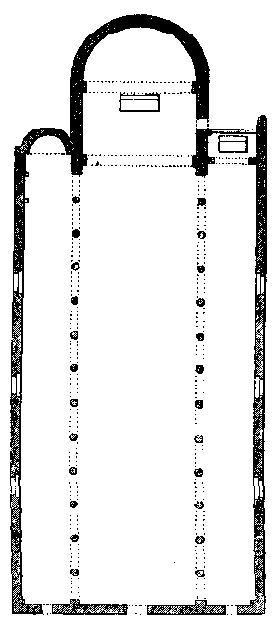
Pianta della chiesa bizantina di Sant'Apollinare in Classe (sec. VI).
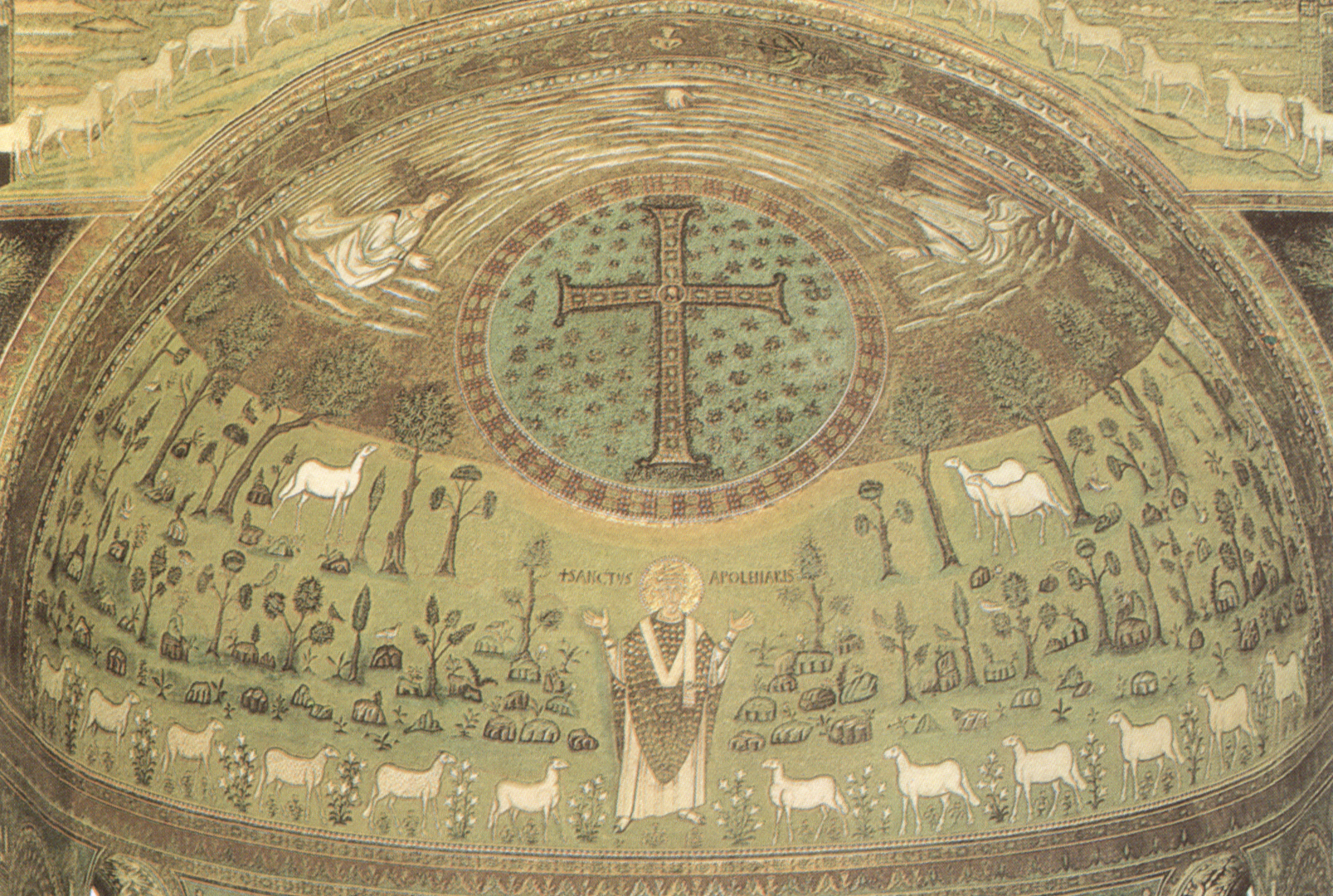
Sant'Apollinare, primo vescovo di Ravenna. Mosaico bizantino nel catino absidale di Sant'Apollinare in Classe a Ravenna (secolo VI).
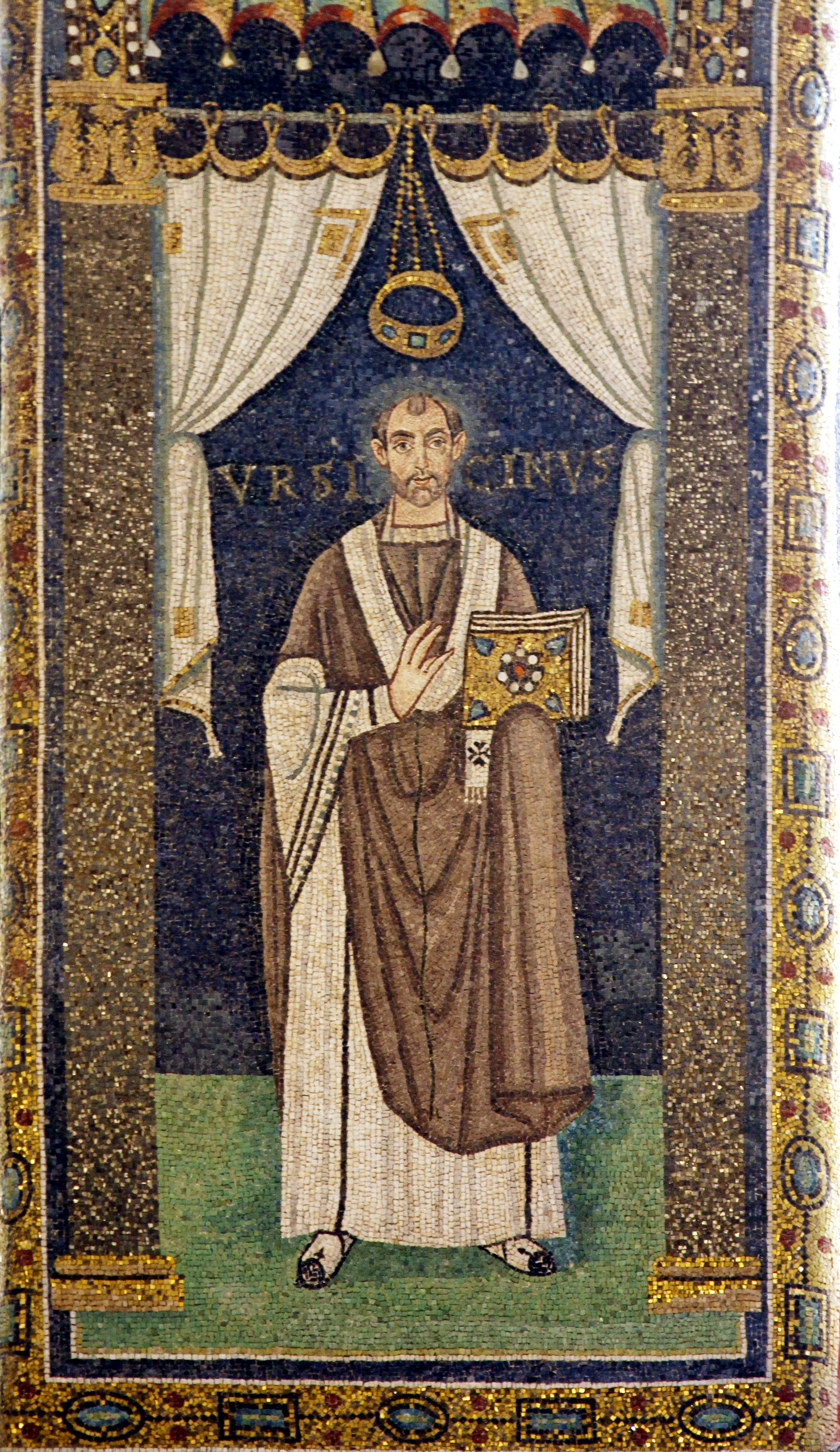
Ursicino, vescovo di Ravenna.

## Invasione longobarda (568-584)
Nel 568 Giustino II, in seguito alle proteste dei Romani per l'eccessiva pressione fiscale, rimosse dall'incarico di governatore Narsete, sostituendolo con Longino. Il fatto che Longino sia indicato nelle fonti primarie come prefetto indica che governasse l'Italia in qualità di prefetto del pretorio, anche se non si può escludere che fosse anche il generale supremo delle forze italo-bizantine.
Proprio nel 568 l'Italia venne invasa dai Longobardi condotti da re Alboino. L'invasione non trovò quasi alcuna opposizione da parte dei Bizantini e del loro prefetto, che si limitò a costruire delle opere difensive a Cesarea, insediamento posto 3 km a sud di Ravenna. Alboino, sottomessa l'intera Italia settentrionale, venne poi ucciso nel 572 in una congiura ordita da Elmechi con il movente di impadronirsi del potere; i congiurati vennero tuttavia costretti alla fuga in territorio bizantino dal prevalere della fazione dei longobardi intenzionata a vendicare il regicidio con la morte dei responsabili. Il prefetto Longino accolse la richiesta di aiuto ricevuta dai congiurati, inviando una nave che li trasportò insieme al tesoro dei Longobardi a Ravenna. Qui, secondo il racconto romanzato di Paolo Diacono tendente a mescolare realtà e leggenda, Longino avrebbe istigato Rosmunda, moglie di Alboino e una dei congiurati, a uccidere Elmechi, promettendo di sposarla; la moglie di Alboino avvelenò Elmechi il quale però, accortosene quando era però già troppo tardi, la costrinse a bere anche lei il veleno; in questo modo entrambi morirono. Dopo questi avvenimenti Longino inviò a Costantinopoli Alpsuinda, figlia di Alboino, e il tesoro dei Longobardi, e forse anche il regicida Peredeo.
È ignota la data della morte di Longino. È ancora attestato come prefetto nel 574/575 da un'epigrafe. Proprio nel 575/576 arrivò a Ravenna con un consistente esercito Baduario, il genero dell'imperatore Giustino II, con l'intento di riconquistare l'intera Italia. Non è da escludere che Baduario avesse fatto edificare nella capitale esarcale la Chiesa dei Santi Giovanni e Barbaziano (anche se l'identificazione non è certa e si potrebbe trattare di un omonimo). Nonostante le divisioni tra gli invasori, con la conseguente frammentazione del Regno longobardo in 35 ducati indipendenti tra di loro, la spedizione di Baduario risultò un fallimento:
(Giovanni di Biclaro, Cronaca, anno 576.)

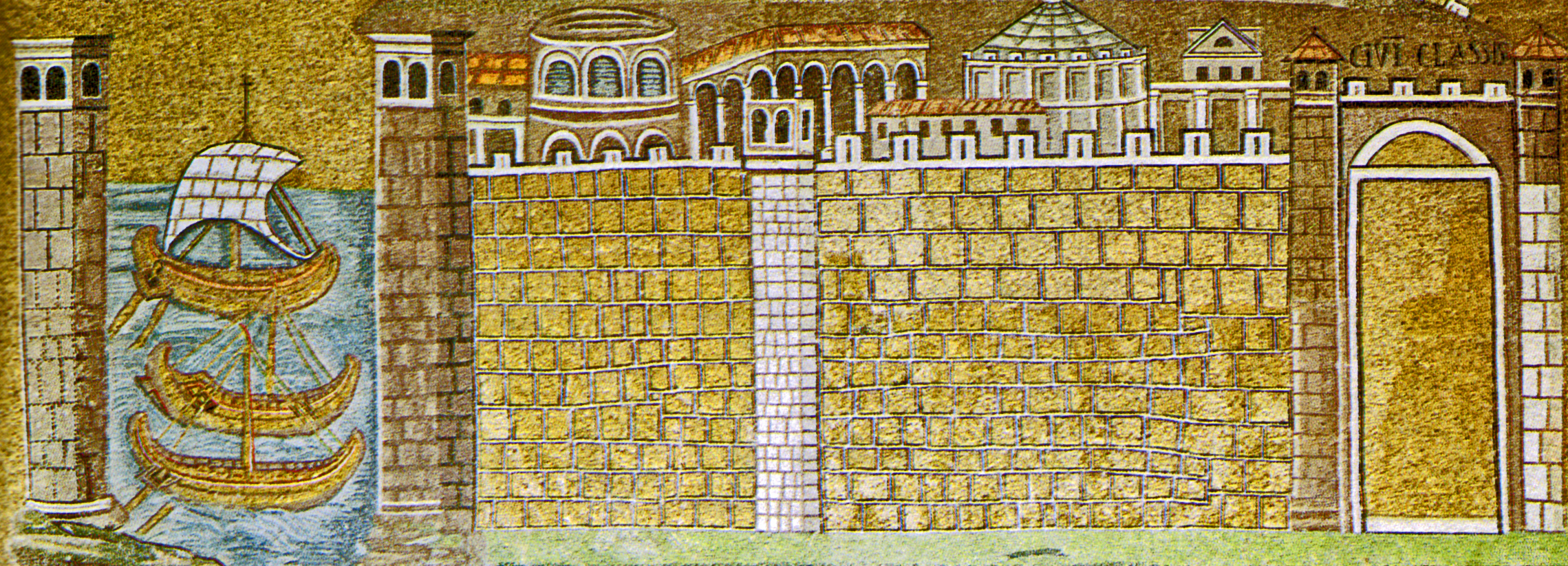
Basilica di Sant'Apollinare Nuovo a Ravenna: "Il porto di Classe.". Mosaico di scuola ravennate italo-bizantina, completato entro il 526 d.C. dal cosiddetto "maestro di Sant'Apollinare".

La sconfitta di Baduario aveva permesso ai Longobardi di espandersi ulteriormente e non è da escludere che proprio in seguito a tale disfatta militare gli invasori abbiano costituito i ducati di Spoleto e Benevento iniziando ad espandersi anche nell'Italia centro-meridionale. Il Liber pontificalis narra che in quegli anni molte fortezze furono costrette ad arrendersi ai Longobardi per fame e che la stessa Roma fu da essi assediata nel 579. Nonostante i disperati appelli provenienti da Roma, l'Imperatore Tiberio II, essendo impegnato nella gravosa guerra contro la Persia, era impossibilitato a inviare nuove truppe, e si limitò a restituire le 3 000 libbre all'ambasceria inviata dal senato romano, suggerendo ai senatori di utilizzarle per corrompere i duchi longobardi, convincendoli a passare dalla parte dell'Impero, o, in alternativa, per convincere i Franchi ad attaccare i Longobardi. L'anno dopo fu inviata dal senato romano un'altra ambasceria e questa volta l'Imperatore si risolse a mandare un piccolo esercito in Italia. Tale esercito risultò però insufficiente a fermare l'avanzata dei Longobardi, che occuparono dagli anni tra il 578 al 582 Classe, il porto di Ravenna:
(Paolo Diacono, Historia Langobardorum, III, 13)

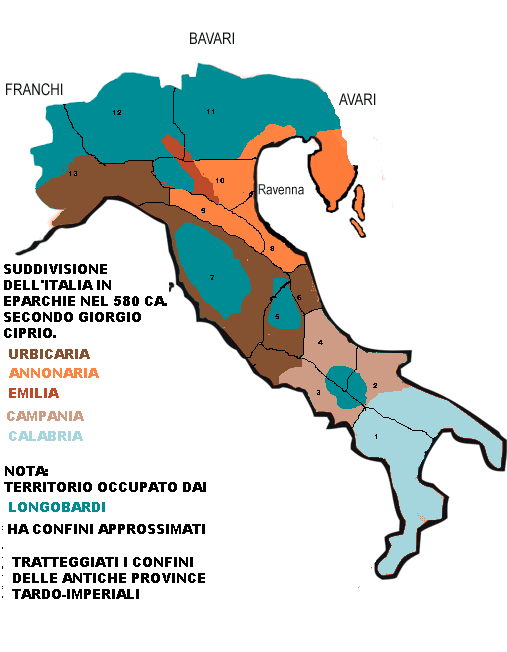
L'Italia nel 580, suddivisa in eparchie, secondo Giorgio Ciprio. Cartina basata sulla ricostruzione di PM Conti, non esente da critiche.

L'invasione longobarda comportò inevitabilmente una riorganizzazione dei residui territori bizantini. La Descriptio orbis romani di Giorgio Ciprio, opera geografica redatta all'inizio del VII secolo, suddivideva in cinque province o eparchie l'Italia bizantina: Annonaria, Calabria, Campania, Emilia, Urbicaria. Alcuni studiosi hanno supposto che la suddivisione dell'Italia in cinque eparchie sarebbe stata il frutto di una presunta riforma amministrativa attuata intorno al 580 dall'Imperatore Tiberio II nell'intento di riorganizzare le difese dei territori residui nella Penisola minacciati dai Longobardi, essendo fallito ogni tentativo di risospingerli al di là delle Alpi. Secondo tale tesi, Ravenna sarebbe stata inserita nell'eparchia Annonaria, ma all'incirca quattro anni dopo la suddivisione dell'Italia in eparchie sarebbe stata soppressa e sostituita dall'esarcato. Altri studiosi (come il Cosentino), invece, hanno messo in dubbio l'esistenza di questa presunta riforma amministrativa, considerando inattendibile la sezione relativa all'Italia dell'opera di Giorgio Ciprio, sulla base del fatto che quest'ultimo, essendo molto probabilmente armeno, era verosimilmente poco informato sull'Italia e potrebbe aver tratto o dedotto la sua suddivisione in cinque eparchie da fonti disorganiche non direttamente riconducibili alla cancelleria imperiale; d'altronde, la suddetta suddivisione in cinque eparchie, a dire del Cosentino, risulterebbe anche andare in contrasto con quanto riferito da fonti coeve italiche, come l'epistolario di Papa Gregorio Magno e le epigrafi.

## Esarcato (584-751)
- Pianta di Ravenna nel 751 circa

### L'istituzione dell'esarcato (584)
L'esarcato nacque intorno al 584, come conseguenza della militarizzazione dei residui territori bizantini in Italia, dovuta all'esigenza di migliorarne le difese, vista la minaccia longobarda; l'autorità civile non venne subito soppressa, ma perse sempre maggiore importanza a vantaggio degli ufficiali militari, che ora accentravano poteri sia civili che militari. La riforma, avvenuta nei primi anni dell'Imperatore Maurizio, prevedeva che a capo dell'esarcato vi fosse un esarca (έξαρχος in greco bizantino), che aveva piena autorità sia civile che militare, e risiedeva a Ravenna, nel palazzo di Teodorico; nominato direttamente dall'Imperatore, reggeva teoricamente tutta l'Italia ("ad regendam omnem Italiam") ed era spesso un eunuco di provenienza orientale, che deteneva la carica di patrizio. La prima attestazione della presenza di un esarca a Ravenna si ha in una epistola del 584 di Papa Pelagio II: nella medesima lettera si comprende come la situazione a Ravenna fosse disperata perché viene affermato che l'exarchus non poté portare aiuto a Roma contro i Longobardi in quanto già a stento riusciva a difendere Ravenna. La lettera in questione cita un patrizio di nome Decio, che alcuni studiosi hanno identificato con l'innominato esarca citato nella medesima epistola (la lettera è ambigua); secondo altri studiosi, tuttavia, Decio non era l'esarca citato nella lettera ma un patrizio romano inviato in ambasceria dal pontefice presso l'esarca. L'esarca aveva alle proprie dipendenze duces o magistri militum a capo degli eserciti regionali, mentre a presidio delle singole città erano posti reggimenti (numeri) di 500 soldati circa a capo dei quali vi era un tribunus o un comes.
La concentrazione di autorità civile e militare da parte dei militari non determinò subito la scomparsa delle autorità civili, segno che la formazione dell'esarcato fu un processo graduale, non un cambiamento brusco. Fino alla metà del VII secolo la carica di prefetto del pretorio continuò a sopravvivere, sebbene come subordinato dell'esarca in ambito civile; residente a Classe (il porto di Ravenna), il prefetto d'Italia si occupava principalmente della gestione delle finanze e aveva come dipendenti, ancora agli inizi del VII secolo, i vicarii di Roma e dell'Italia (quest'ultimo risiedente a Genova dopo la conquista longobarda di Milano); anch'essi si occupavano della gestione delle finanze, e sebbene, in teoria, costituissero la massima autorità civile delle due diocesi in cui era suddivisa l'Italia imperiale, la crescente importanza assunta dai militari e le conquiste dei Longobardi resero la loro effettiva autorità quasi nulla. L'officium del prefetto d'Italia era composto da molti funzionari pubblici detti praefectiani. Al governo delle province vi erano ancora, fino almeno alla metà del VII secolo, dei governatori civili (Iudices Provinciarum), ma, anche in questi casi, la loro autorità venne minata dalla crescente importanza rivestita dai duces militari al comando degli eserciti regionali. La crescente importanza dei militari portò, alla fine, alla scomparsa degli Iudices Provinciarum verso la metà del VII secolo: questi sono per l'ultima volta attestati dalle Epistole di Papa Onorio I (625-638).

### Guerre contro i Longobardi (584-603)
Per la carenza di truppe a disposizione in Italia e l'impossibilità di inviare rinforzi, i tentativi di riconquista effettuati dai Bizantini nel primo decennio di regno di Maurizio furono tentati cercando l'appoggio dei Franchi, che scesero in Italia nel 584, 585, 588 e 590. Il supporto dei Franchi tuttavia si rivelò poco fruttuoso, dato che i Longobardi ottenevano la ritirata franca o comprandola con del denaro oppure vincendoli in battaglia. E se la campagna del 590 ottenne qualche successo, con la sottomissione di Modena, Altino e Parma, l'improvviso ritiro dei Franchi impedì di ottenere una vittoria definitiva sui Longobardi.
In compenso la politica bizantina di subornare i duchi longobardi, spingendoli a passare dalla parte bizantina, iniziava a dare i suoi primi frutti: il duca longobardo Droctulfo passò infatti al servizio dell'esarca Smaragdo (585-589), e se non riuscì a difendere la città di Brescello dagli assalti del re longobardo Autari, ottenne una grande vittoria su Faroaldo I, duca di Spoleto, recuperando per l'Impero Classe. Grati a Droctulfo per le vittorie riportate su Longobardi e Avari, i cittadini di Ravenna gli concessero l'onore di essere sepolto davanti alla soglia del martire Vitale dedicandogli inoltre un epitaffio (inizi VII secolo):
Vastator genti adfuit ipse suae.

Contempsit caros, dum nos amat ille, parentes,

Hanc patriam reputans esse, Ravenna, suam.

Huius prima fuit Brexilli gloria capti;

Quo residens cunctis hostibus horror erat.

Quo Romana potens valuit post signa iubare,

Vexillum primum Christus habere dedit.

Inde etiam, retinet dum Classem fraude Faroaldus,

Vindicet ut Classem, classibus arma parat.

Puppibus exiguis decertans amne Badrino,

Bardorum innumeras vicit et ipse manus.

Rursus et in terris Avarem superavit eois,

(Epitaffio, riportato in Paolo Diacono, III,19.)

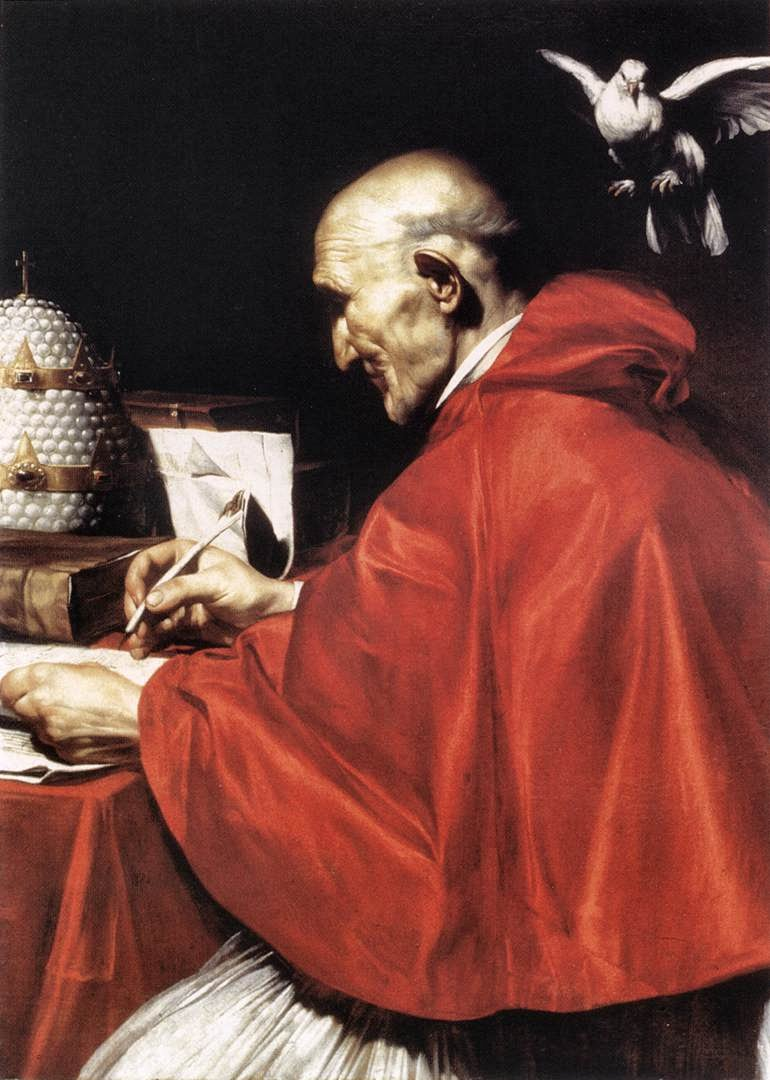
Papa Gregorio Magno fu uno degli oppositori alla politica dell'esarca Romano.

Nel frattempo, nel 590, a Ravenna giunse un nuovo esarca, Romano, il quale non intervenne in aiuto di Roma, nonostante fosse minacciata dai Longobardi di Spoleto, e al contempo si oppose ai tentativi di papa Gregorio Magno di mediare per una tregua tra Imperiali e Longobardi. In una lettera indirizzata all'arcivescovo ravennate Giovanni, il pontefice si lamentò per il comportamento dell'esarca, che «rifiuta di combattere i nostri nemici e vieta a noi di concludere la pace». Nel 592 Romano riconquistò le città del "corridoio" sulla via Amerina, il cui possesso era fondamentale per garantire i collegamenti tra Roma e Ravenna, portando alla rottura delle trattative di pace che Papa Gregorio aveva avviato con i Longobardi, nonché alla prevedibile controffensiva longobarda che sfociò in un ulteriore assedio di Roma. Le trattative con i Longobardi, comunque, continuarono, e subirono un'accelerazione quando l'esarca Romano perì e gli succedette Callinico, maggiormente incline alla pace. Alla fine del 598, Longobardi e Imperiali firmarono finalmente una pace, che in realtà però era solo una tregua armata di tre anni, nonostante Paolo Diacono la definisca "fermissima".

### Periodo di pace con i Longobardi e turbolenze interne (603-643)
La pace con i Longobardi durò per tutto il regno di Agilulfo, venendo rinnovata periodicamente dall'esarca Smaragdo, che sostituì Callinico nel 603. A Smaragdo, attestato per l'ultima volta nel 608, succedette forse Fozio, un presunto esarca menzionato soltanto nell'agiografia di San Teodoro da Sikeon, ma di cui nulla si sa. Il successore immediato di Fozio fu probabilmente Giovanni, che continuò a rinnovare la pace con i Longobardi. Il mancato pagamento del soldo provocò tuttavia nel 616 una seria sedizione dell'esercito di stanza a Ravenna, a cui dovette forse prendere parte anche la popolazione, inasprita dall'eccessivo fiscalismo, nel corso della quale fu linciato l'esarca Giovanni, sembrerebbe con il coinvolgimento dei "giudici della Repubblica". Quasi contemporaneamente anche Napoli si rivoltava, eleggendo un sovrano autonomo da Bisanzio, Giovanni Consino.
L'Imperatore Eraclio reagì immediatamente: inviò in Italia il suo cubiculario Eleuterio con la carica di esarca e con un esiguo esercito, affinché reprimesse le sedizioni scoppiate a Ravenna e a Napoli. Giunto a Ravenna evidentemente con truppe sufficienti allo scopo prefissatosi, Eleuterio represse con durezza la rivolta, punendo severamente tutti coloro che erano stati coinvolti nell'assassinio dell'esarca, giustiziandoli. Il Liber Pontificalis attesta il coinvolgimento dei "giudici della Repubblica" (funzionari imperiali) nella rivolta, pur non chiarendone il ruolo a causa di corruzioni nel testo: a seconda delle interpretazioni del testo corrotto, essi sarebbero stati uccisi dai ribelli insieme all'esarca Giovanni oppure giustiziati per ordine dell'esarca Eleuterio a causa del loro coinvolgimento nella rivolta. Soffocata anche l'insurrezione di Giovanni Consino a Napoli e ritornato a Ravenna, pagò ai soldati la roga, ovvero il soldo arretrato, e, secondo il biografo di Papa Adeodato, ciò determinò il ritorno della pace in Italia, segno che le rivolte erano dovute a un ritardo nelle paghe.

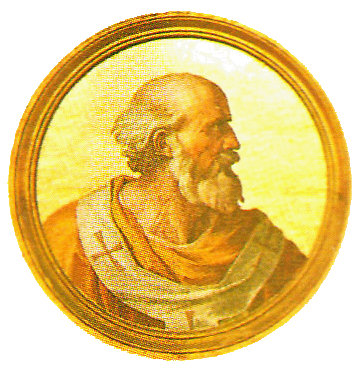
Papa Bonifacio V: Eleuterio aveva l'intenzione di dirigersi a Roma per farsi incoronare da lui "Imperatore d'Occidente".

Dopo essere stato sconfitto dai Longobardi ed essere stato costretto a pagare loro un tributo, Eleuterio decise nel 619 di usurpare la porpora, proclamandosi Imperatore romano d'Occidente: secondo lo studioso Bertolini, l'intento dell'esarca ribelle era quello di «ridare all'Italia un impero indipendente, pari di rango all'impero in Oriente», anche se non si può escludere, come sostiene T.S. Brown, che «le sue ambizioni contemplassero soltanto l'instaurazione, nell'Italia bizantina, di un governo autonomo». Dalle monete fatte coniare dalla zecca di Ravenna da Eleuterio a suo nome durante la rivolta risulta che l'esarca ribelle avesse assunto, usurpando la porpora, il nome imperiale di Ismailius, altrimenti taciuto dalle fonti. Poiché all'epoca era prassi che un nuovo imperatore fosse incoronato da un ecclesiastico, l'esarca ribelle si rivolse all'arcivescovo ravennate Giovanni IV: quest'ultimo, tuttavia, evitò di assumersi tale responsabilità, forse nel timore di incorrere nell'ira di Eraclio nel caso l'usurpazione fosse stata repressa, dando piuttosto ad Eleuterio il consiglio di recarsi a Roma, l'antica Caput Mundi, per farsi incoronare o dal papa (secondo Ravegnani) o dal senato romano (secondo Bertolini). Eleuterio, accogliendo il consiglio, diede avvio a quella che Classen definì la «prima marcia di incoronazione a Roma della storia del mondo». L'esarca ribelle non riuscì però a raggiungere l'Urbe in quanto fu ucciso nei pressi di Castrum Luceoli da soldati rimasti fedeli a Eraclio.
Dopo un breve periodo dal 619 al 625 in cui fu forse esarca il "patrizio Gregorio" che, secondo Paolo Diacono, si rese reo dell'uccisione proditoria dei duchi del Friuli Tasone e Caco, nel 625 giunse a Ravenna un nuovo esarca, Isacio, di stirpe armena, probabilmente appartenente alla casata dei Kamsarakan. Al suo arrivo, l'esarca ricevette un'epistola da Papa Onorio I, che gli chiedeva di aiutare il re longobardo Adaloaldo a recuperare il trono usurpatogli da Arioaldo, ma l'esarca decise di rimanere neutrale, permettendo così ad Arioaldo di mantenere il trono. Secondo una notizia di dubbia attendibilità del cronista dei Franchi Fredegario, intorno al 630 Arioaldo contattò Isacio, chiedendogli di uccidere proditoriamente il duca ribelle di Tuscia Tasone, offrendogli in cambio la riduzione del tributo che l'esarcato doveva versare ai Longobardi da tre a due centenaria. Isacio, allora, contattò Tasone, convincendolo a recarsi a Ravenna disarmato per stringere con lui un'alleanza; quando, però, Tasone entrò nella capitale dell'esarcato, fu assalito all'improvviso dai soldati dell'esarca, che lo uccisero; Arioaldo, soddisfatto del risultato, mantenne la promessa della riduzione del tributo. Il racconto di Fredegario, tuttavia, è ritenuto sospetto in quanto molto simile, seppur con delle differenze, con l'episodio, narrato da Paolo Diacono, dell'uccisione dei duchi del Friuli Tasone e Caco ordita a Oderzo (nel Veneto) dal patrizio Gregorio tra il 619 e il 625.

L'Italia dopo le conquiste di Rotari.

Gli ultimi anni del mandato di Isacio furono segnati dal riacutizzarsi dei contrasti con il papato, dovuti alla questione monotelita, nonché dal rinnovato espansionismo dei Longobardi conseguente all'ascesa al trono di re Rotari, avvenuta nel 636. Quest'ultimo attaccò ed espugnò nel 639 Oderzo e Altino, le ultime città nell'entroterra veneto ancora in mano bizantina, costringendo gli abitanti delle due città a riparare nelle lagune. Nel 643 Rotari attaccò l'esarcato e, secondo Paolo Diacono, inflisse nella battaglia dello Scultenna una grave sconfitta all'esercito bizantino (probabilmente anche l'esarca stesso perì nel corso della battaglia), pur non riuscendo a conquistare Ravenna né i suoi dintorni, segno che, pur perdendo, i Bizantini erano riusciti a fermare l'avanzata del re longobardo. Il vuoto di potere creatosi nell'Italia bizantina in seguito alla battaglia (e alla probabile morte dell'esarca) permise comunque a Rotari di occupare la Liguria bizantina.
Isacio fu sepolto a Ravenna nella Basilica di San Vitale dove è conservato anche il suo epitaffio, commissionato dalla vedova Susanna:
2. per tre volte sei anni ai sereni signori, Isaacio, l’alleato degli imperatori,

3. il grande ornamento di tutta l’Armenia; costui era infatti armeno e di nobile stirpe.

4. Essendo deceduto gloriosamente, la casta moglie Susanna, alla maniera di una venerabile tortora

5. geme incessantemente, essendo stata privata del marito, un uomo che ottenne fama dalle fatiche

6. nel Levante e nel Ponente; comandò infatti l’esercito di Ponente e d’Oriente.»
(Iscrizione commemorativa, CIG 9869)
Nel museo arcivescovile di Ravenna è conservata un'altra iscrizione, rinvenuta nella chiesa di San Mauro a Comacchio, in cui l'esarca piange la scomparsa a soli 11 anni di un nipote per parte di padre, Gregorio; essa sembra suggerire che Isacio si fosse portato in Italia la sua famiglia.

### Contesa tra Roma e Bisanzio e l'autocefalia (643-687)
Nel 643 l'imperatore Costante II nominò Teodoro nuovo esarca d'Italia: resse l'Esarcato per due anni, per poi venire richiamato a Costantinopoli, sostituito da Platone. Richiamato anche Platone a Costantinopoli nel 649, fu sostituito da Olimpio, inviato in Italia per arrestare o assassinare Papa Martino I: questo Papa si era reso infatti reo di essersi opposto alla politica religiosa imperiale, condannando in un sinodo lateranense sia l'Ectesi di Eraclio I che il Tipo di Costante II, accusati di favorire l'eresia monotelita. Fallito però il tentativo di assassinare il Papa, l'esarca si riconciliò con questi schierandosi addirittura contro l'Imperatore e staccando temporaneamente l'Italia dall'Impero.
Deceduto Olimpio nel 652 in Sicilia a causa di una pestilenza, nel 653 Costante II inviò di nuovo a Ravenna Teodoro Calliope, al suo secondo mandato, con l'ordine di arrestare papa Martino I. Teodoro giunse a Roma accompagnato dall'esercito e il pontefice venne fatto prigioniero nella basilica del Salvatore in Laterano (17 giugno 653) e costretto ad imbarcarsi alla volta di Costantinopoli. Teodoro tornò poi in fretta a Ravenna, temendo una sollevazione popolare. Pare che avesse una moglie di nome Anna e dei figli.
Nel frattempo reggeva l'arcidiocesi ravennate Mauro, il quale, ambendo a sottrarre la Chiesa Ravennate dalla giurisdizione del Papa, sembra, stando al Liber Pontificalis di Agnello Ravennate, che si fosse recato più volte in Oriente dall'Imperatore per ottenere l'autocefalia, cioè l'indipendenza dal Papato. Potrebbe essere stato proprio Mauro, come supporto per le sue rivendicazioni, a forgiare una falsa "Donazione di Valentiniano", un documento non autentico attribuito falsamente all'Imperatore Valentiniano III che avrebbe stabilito, intorno alla metà del V secolo, che il vescovo di Ravenna avrebbe avuto da allora in poi il rango di "metropolitano". Nel frattempo (663) l'Imperatore Costante II sbarcò a sorpresa in Italia e tentò di conquistare il ducato di Benevento ma invano: il duca Romualdo, assistito da suo padre Grimoaldo, re dei Longobardi, respinse gli assalti imperiali a Benevento e a Forino e Costante II fu costretto a rinunciare ai suoi piani di conquista. Visitata Roma nel 663, nello stesso anno pose la propria residenza a Siracusa, da dove continuò a perseguire una politica ostile al Papa, suo avversario religioso: nel 666, infatti, emanò un diploma a favore dell'arcivescovo di Ravenna Mauro in cui veniva concessa alla Chiesa Ravennate l'autocefalia; da quel momento in poi l'arcivescovo sarebbe stato consacrato da tre dei suoi vescovi suffraganei ma non dal Papa; nel diploma in questione, inoltre, al nuovo esarca Gregorio venne ordinato di sostenere con le armi l'arcivescovo. Il pontefice Vitaliano reagì scomunicando l'arcivescovo ravennate Mauro, il quale replicò rimuovendo il nome del Papa dalla liturgia ravennate. Il successore di Mauro, Reparato, ottenne inoltre da Costantinopoli privilegi fiscali. Intorno al 667 Grimoaldo, re dei Longobardi, distrusse Forlimpopoli per punire la popolazione per essersi opposta al suo passaggio mentre accorreva per soccorrere il ducato di Benevento, invaso dai Bizantini.

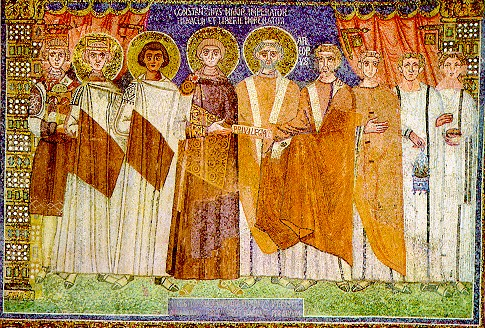
Mosaico di Sant'Apollinare in Classe a Ravenna, rappresentante l'imperatore Costantino IV (centro), il figlio e i fratelli. Da sinistra a destra: Giustiniano II, i due fratelli, Costantino IV, due arcivescovi di Ravenna e tre diaconi.

Nel 668, con l'assassinio di Costante II a Siracusa, salì al trono Costantino IV, figlio di Costante, che perseguì una politica favorevole al Papato: tra il 678/682, si ebbe la riconciliazione tra il Papato e Costantinopoli, voluta da Costantino IV, con la condanna del monotelismo al Concilio di Costantinopoli III nel 680 e la revoca, tra il 678 e il 682, dell'autocefalia concessa da Costante II alla Chiesa di Ravenna nel 666.
A quei tempi era esarca Teodoro II che, narra Agnello Ravennate, rimasto senza segretario, chiese ai suoi funzionari di trovarne un altro. Quando gli presentarono il candidato, Giovanniccio (avo di Agnello Ravennate), che era deforme di aspetto fisico, Teodoro II, giudicando dal suo solo aspetto, sembra stesse per mandarlo via, ma, persuaso dai suoi funzionari, decise di concedergli una possibilità. Mise alla prova le sue conoscenze in greco e latino e, constatando che padroneggiava perfettamente entrambe le lingue, lo assunse; le capacità di Giovanniccio vennero, tra l'altro sfruttate anche dall'arcivescovo di Ravenna, che gli affidò il compito di spiegare i canti eseguiti la domenica. Secondo Agnello Ravennate (suo trisnipote), Giovanniccio era molto religioso, al punto da pregare per ore intere, disteso per terra, in chiesa di notte. Tre anni dopo, la sua fama era giunta fino a Costantinopoli, tanto che l'Imperatore Giustiniano II, avendo apprezzato i componimenti che Giovanniccio gli aveva dedicato, lo fece trasferire nella capitale bizantina e lo promosse nel giro di pochi giorni tra i primates della corte. Il mandato di Teodoro II, ricordato per il suo buon governo, ebbe fine intorno al 687, quando è esarca Giovanni Platyn, di cui è noto solo il coinvolgimento nel conclave che elesse Papa Sergio I.

### L'inizio della crisi (687-726)
Con Giustiniano II i rapporti con il Pontefice romano tornarono a deteriorarsi a seguito delle decisioni adottate dal Concilio Trullano in antitesi con il culto occidentale, riguardanti il matrimonio del clero ed il digiuno del sabato. Dopo l'opposizione di papa Sergio I, l'imperatore inviò il protospatario Zaccaria per catturarlo e portarlo a Costantinopoli, similmente a quanto successo a Martino I alcuni decenni prima. Alla notizia, gli eserciti italiani si opposero e lo stesso Zaccaria finì per chiedere protezione al Pontefice. L'esarca sembra che non avesse preso parte a quest'operazione, molto probabilmente perché la carica era al momento vacante. Nel 701 divenne esarca Teofilatto, contro cui si rivoltarono gli eserciti italiani, per motivi ignoti. In difesa dell'esarca, in quel momento a Roma, si schierò Papa Giovanni VI, che riuscì a calmare i ribelli, permettendo all'esarca di fare ritorno a Ravenna.
Nel 711 l'imperatore bizantino Giustiniano II (685-695 e 705-711) decise di punire duramente Ravenna. Non c'è un consenso unanime sulle motivazioni che spinsero Giustiniano II a ordinare questa repressione. Il Liber Pontificalis riporta che l'esarca Giovanni Rizocopo, dopo aver incontrato Papa Costantino (708-715) a Napoli nell'ottobre 710 e aver ucciso a Roma quattro dignitari ecclesiastici per punire la Chiesa Romana per l'insubordinazione alla politica religiosa imperiale in seguito al Concilio Quinisesto, una volta ritornato a Ravenna, pagò per «giudizio divino» le iniquità da poco commesse andando incontro a una «turpissima morte»; probabilmente fu linciato nel corso di una rivolta popolare a Ravenna. Alcuni studiosi collocano la spedizione punitiva dopo l'assassinio di Rizocopo, e ritengono che la motivazione fosse quella di punire la popolazione per aver linciato l'esarca. Altri studiosi invece collocano l'assassinio di Giovanni Rizocopo dopo la spedizione punitiva, connettendola alla rivolta di Giorgio, e motivano la repressione spietata con la volontà di punire la Chiesa di Ravenna per l'insubordinazione alla politica religiosa imperiale.
Qualunque fossero state le motivazioni, l'Imperatore ordinò a Teodoro, stratego della Sicilia, di raggiungere Ravenna con la flotta, appoggiata anche da navi venetiche e illiriche, per compiere la spedizione punitiva. Costui, una volta approdato, invitò l'arcivescovo Felice e numerosi aristocratici locali in un banchetto in senso di amicizia, ma questi, attirati con l'inganno nelle navi, furono qui arrestati e portati a Costantinopoli, dove vennero tutti uccisi meno l'Arcivescovo che, a differenza di quelli, ebbe risparmiata la vita. Accecato, venne relegato a Cherson, in Crimea. Ravenna, si narra, fu saccheggiata dalle milizie bizantine. Poco tempo dopo a Ravenna, tra il 710 e il 711, la popolazione insorse condotta da un certo Giorgio, figlio di Giovanniccio: Giorgio suddivise i ribelli in diversi reggimenti che presero nome dalle insegne: Ravenna, Bandus Primus, Bandus Secundus, Bandus Novus, Invictus, Constantinopolitanus, Firmens, Laetus, Mediolanensi, Veronense, Classensis, partes pontificis cum clericis. La rivolta dilagò anche a Forlì, Forlimpopoli, Cervia. Non è noto come la rivolta terminò, ma Ravenna era già tornata all'obbedienza alcuni mesi dopo, quando la testa dell'Imperatore Giustiniano II, detronizzato e fatto giustiziare dal nuovo imperatore Filippico Bardane, fu fatta sfilare per le strade della capitale dell'esarcato. Filippico concesse a Felice di fare ritorno a Ravenna come arcivescovo, e gli restituì il tesoro della chiesa ravennate sequestrato da Giustiniano II.
Nel frattempo Filippico aveva inviato a Ravenna il nuovo duca di Roma Pietro, affinché reprimesse l'insurrezione scoppiata nell'Urbe. La popolazione di Roma infatti era insorta, non avendo riconosciuto il nuovo Imperatore Filippico per la sua adesione all'eresia monotelita, e anche il precedente duca di Roma Cristoforo si era rivoltato all'autorità imperiale. Dell'instabilità politica dell'esarcato ne approfittò il duca di Spoleto Faroaldo II, il quale tra il 712 e il 713, espugnò il porto di Ravenna, Classe, minacciando apertamente la stessa capitale esarcale. Fu però lo stesso re longobardo Liutprando a ingiungere al duca di restituire la città ai Bizantini, comando a cui il duca fu costretto a obbedire, per cui la minaccia temporaneamente rientrò. Roma tornò all'obbedienza nel 713, allorquando, in seguito all'ascesa al trono di Anastasio II, il nuovo Imperatore inviò a Ravenna un nuovo esarca, Scolastico, il quale ricevette l'ordine di riappacificarsi con il papato e con la popolazione di Roma, rassicurandoli sul fatto che il nuovo Imperatore, a differenza del suo predecessore, non era un eretico.
Questi continui episodi di rivolta dimostrano come a partire dalla seconda metà del VII secolo, le tendenze autonomistiche delle aristocrazie locali ed il sempre maggior ruolo politico temporale della Chiesa di Roma avessero portato ad un progressivo indebolimento dell'autorità imperiale in Italia.

### La caduta dell'Esarcato (726-751)

Italia politica nel 744.

Nel 726 l'Imperatore Leone III proibì il culto delle immagini sacre, ma questo provvedimento trovò una dura opposizione in Italia e, già in fermento per l'aumento delle tasse, gli eserciti della Venezia marittima, della Pentapoli e dell'Esarcato si ribellarono ed elessero loro capi. L'esarca Paolo venne assassinato dagli insorti. Fu inviata dalla Sicilia una flotta per vendicare Paolo, ma venne distrutta dalle milizie ravennati.
Nel 728 fu nominato come successore di Paolo Eutichio. Nel 730 l'Iconoclastia divenne dottrina religiosa e gli adoratori delle immagini cominciarono pertanto ad essere perseguitati. Il nuovo pontefice, Gregorio III, condannò la dottrina, con la conseguenza che l'imperatore Leone confiscò alla Chiesa molte sue proprietà in Calabria e Sicilia. Eutichio, invece, decise prudentemente di stabilire buone relazioni con il Papa, facendogli dei doni ed evitando di applicare i decreti iconoclasti.
Intanto, approfittando delle dispute religiose tra Impero e Chiesa di Roma, la pressione dei Longobardi sui territori dell'esarcato aumentò notevolmente. In un anno imprecisato, forse nel 732, Ravenna venne conquistata per la prima volta da Ildeprando, nipote di Liutprando, e da Peredeo, duca di Vicenza. Eutichio riparò nella laguna veneta. Da qui, aiutato dalla flotta del veneziano duca Orso, riuscì a rientrare a Ravenna: Ildeprando venne catturato e Peredeo ucciso.
Nel 743 re Liutprando, che progettava di riconquistare Ravenna, penetrò nell'Esarcato impossessandosi di Cesena e di Imola. Eutichio, sentendosi direttamente minacciato, chiese aiuto a Papa Zaccaria, il quale si recò di persona a Pavia per convincere il sovrano a restituire all'esarca i territori conquistati in quell'anno, riuscendo nel suo intento.

I territori bizantini in Italia dopo la caduta dell'esarcato, nel 751, ad opera di Astolfo.

Liutprando morì nel 744: gli succedettero prima Ildebrando e poi Rachis. Quest'ultimo interruppe le campagne di conquista dei suoi predecessori e firmò una pace con l'Esarcato. Nel 749, tuttavia, invase la Pentapoli; il Papa gli chiese di ritirarsi. Rachis lo fece, ma al suo ritorno pagò la scelta venendo deposto dalla fazione contraria alla pace. Fu eletto nuovo re Astolfo. Questi, riorganizzato e rafforzato l'esercito, passò immediatamente all'offensiva contro i territori italiani ancora soggetti (anche se più di nome che di fatto) all'Impero bizantino. Nel 750 invase da nord l'Esarcato occupando Comacchio e Ferrara; nell'estate del 751 riuscì a conquistare l'Istria e poi la stessa Ravenna, capitale e simbolo del potere bizantino in Italia. Si insediò nel palazzo dell'esarca, che venne parificato al palazzo regio di Pavia come centro del regno longobardo.
L'Imperatore Costantino V tentò di recuperare l'Esarcato con la forza della diplomazia inviando ambasciatori presso Astolfo nel tentativo di spingerlo a restituire i territori conquistati all'Impero. Ma ovviamente l'ambizioso re longobardo non era disposto a rinunciare alle sue conquiste e ambiva a conquistare anche Roma, minacciando apertamente il pontefice Stefano II. Il Papa allora decise di rivolgersi ai Franchi, all'epoca governati da Pipino il Breve. Il re franco accettò la richiesta di aiuto del pontefice; discese due volte in Italia (754 e 756), sconfiggendo Astolfo e costringendolo a cedere Esarcato e Pentapoli al Papa invece che all'Impero. Costantino V ovviamente protestò e inviò due messi presso il re franco, intimandolo di restituire l'Esarcato al legittimo padrone, ovvero l'Impero d'Oriente; ma Pipino rispose negativamente, congedando i due ambasciatori.

### Monumenti del periodo esarcale

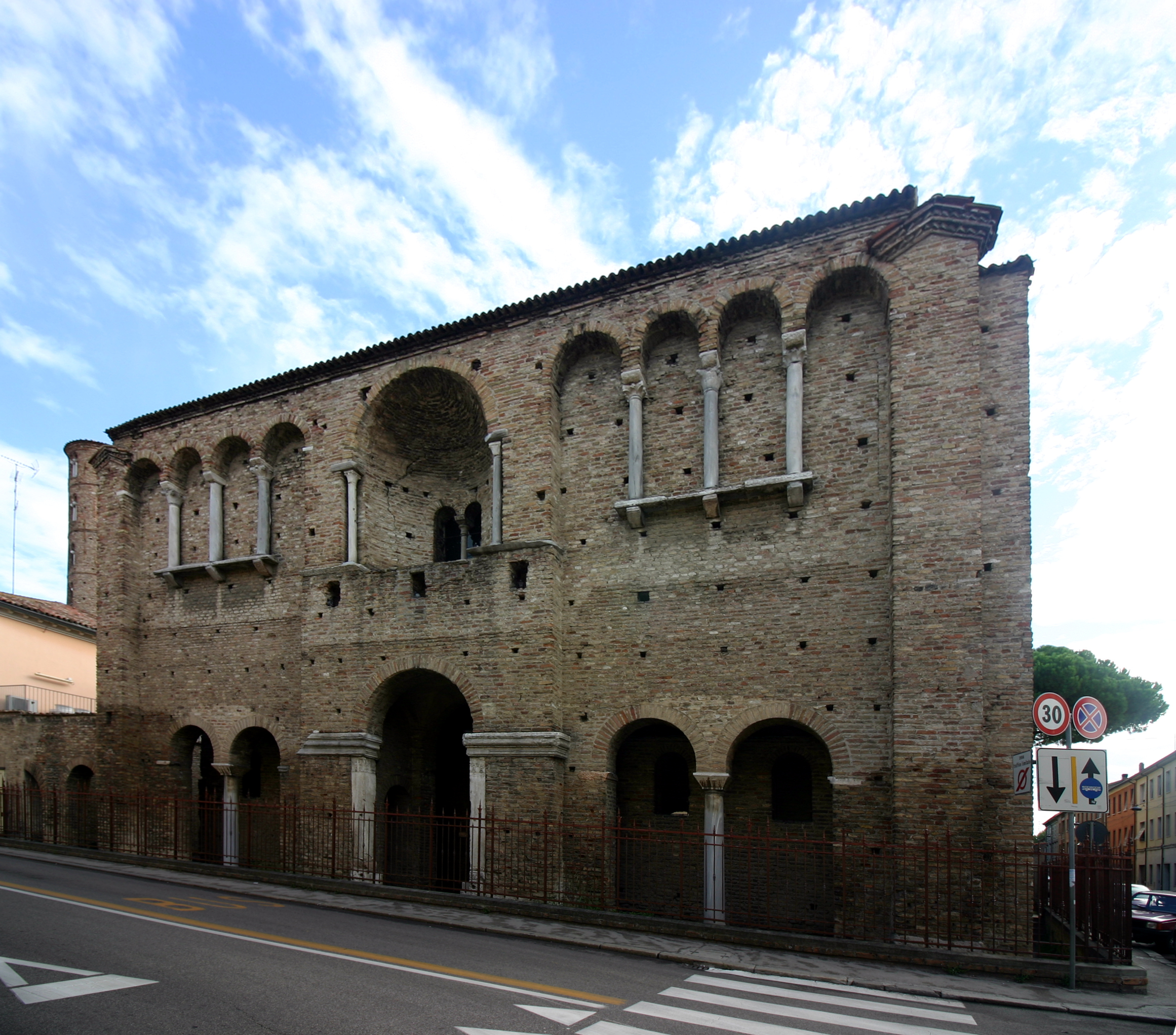
L'edificio erroneamente chiamato per tradizione palazzo di Teodorico. Le teorie più accreditate lo identificano con un corpo di guardia prospiciente il reale Sacrum Palatium o con il portico della Chiesa di San Salvatore ad Calchi, non più esistente.

Il palazzo di Teodorico venne scelto come sede dell'esarca, e fu definito da allora sacrum palatium, come accadeva per il palazzo degli imperatori a Costantinopoli. In ogni modo, nonostante il cambio di regime, gli esarchi non apportarono modifiche rilevanti all'edificio: infatti, molte statue di Teodorico collocate dentro e intorno al palazzo rimasero al loro posto fino ad almeno il IX secolo. La sede esarcale era situata sulla Plateia Maior (l'odierna via di Roma). A poche centinaia di metri di distanza si trova (tuttora) la Cattedrale. Per consentire all'esarca di spostarsi con tutto il suo seguito fino alla Cattedrale, la via che congiungeva i due edifici fu interamente porticata, ad imitazione di Costantinopoli. Il tragitto Palazzo-Cattedrale divenne il percorso ufficiale dell'esarca, l'unica principale in cui appariva in pubblico.
A circa metà strada la via attraversava il fiume Padenna con il Pons Apollinaris, anch'esso porticato. Un secondo ponte sul Padenna si trovava poche centinaia di metri a sud, vicino al punto in cui confluiva il torrente Lamisa (Fossa Lamisa). A nord, vi era un ponte, probabilmente a due teste, che scavalcava il Padenna e il Flumisellum (dove oggi è piazza A. Costa). Il ponte più a nord era in corrispondenza dell'incrocio tra le attuali via Ponte Marino e via IV Novembre.
Nel periodo esarcale Ravenna continuò ad essere una città cosmopolita, popolata sia dalla popolazione nativa, sia da cittadini romani provenienti dalla Grecia e dall'Oriente: soldati e ufficiali che, dopo aver servito l'imperatore durante tutta la carriera, comperavano terre nei dintorni di Ravenna, avendo deciso di insediarsi permanentemente in Italia. È attestata in questo periodo l'esistenza di una scuola di medicina a Ravenna, che utilizzava testi in greco, ma in ogni caso il latino rimase la principale lingua d'uso. Comunque, anche se l'esarca e gli ufficiali imperiali dell'esercito erano in genere di stirpe e di madrelingua greca, sembra che gli esattori delle tasse, ma anche altri burocrati, fossero scelti tra la popolazione locale. I documenti dell'epoca attestano, inoltre, fino alla fine del VI secolo, la permanenza di Goti a Ravenna.
A partire dal VII secolo, comunque, Ravenna cominciò a declinare, dal punto di vista demografico, economico e produttivo: evidenze archeologiche e storiche attestano una diminuzione degli scambi commerciali a lunga distanza, oltre che a una diminuzione del numero di mercanti, banchieri, notai e altri professionisti. Nonostante ciò, ancora agli inizi dell'VIII secolo, Ravenna era ancora descritta dal geografo locale Guidone come nobilissima, cioè allo stesso rango di Roma e Costantinopoli. Anche la popolazione cominciò a declinare: secondo Cosentino, nei secoli VIII e IX Ravenna non contava più di 7 000-7 500 abitanti, in calo rispetto ai 9 000-10 000 di età giustinianea.